# Sbírky užité tvorby českých muzeí umění

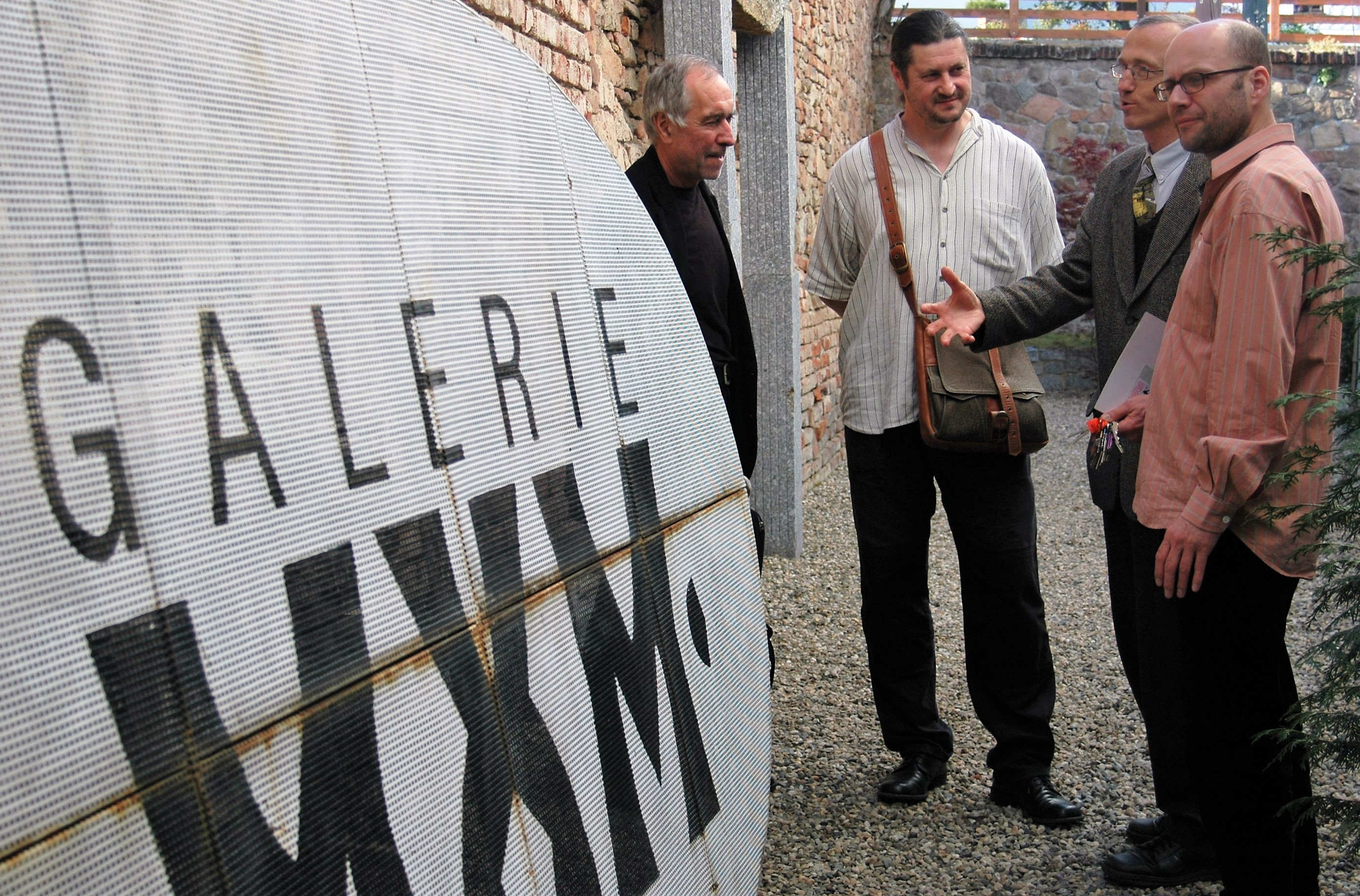
Uchování památek designu závisí především na osobní angažovanosti kurátorů sbírek. Zachráněný poutač Galerie MXM (Studio Najbrt, 90. léta 20. stol.) v expozici Muzea umění a designu Benešov.

Uměleckou, inženýrskou nebo lidovou estetizovanou úpravu má v podstatě každý výrobek. Proto se originálové umělecké řemeslo stejně jako sériový tovární design nachází v každé muzejní sbírce. Náročné komplexní dokumentační zpracování umožní budoucím badatelům lépe systémově propojený software. Zatím máme k dispozici pouze jednodušší prostředky vedoucí jen k dílčím výstupům. Jedním z přístupů, jež se pro dokumentační přehled nabízí, je etapový postup, který nejprve zahrne muzea umění obecně zaměřená na umělecké řemeslo a design, následně muzea specializovaná (muzea techniky, literatury, skla, keramiky, textilu…) a poté například obecně zaměřená muzea s větším či menším podílem umělecko-řemeslné či průmyslové akviziční historie.
V následujícím přehledu jsou volně užita pojmenování souborů „sbírka“ nebo „kolekce“, aniž to přesně odpovídá úřední evidenci, kde je používán také termín „podsbírka“.
Na kvalitu a strukturu sbírek mají hlavní vliv specializovaní kurátoři, jejichž akviziční činnost dlouhodobě ovlivňuje, co se v dané zemi v příslušném oboru zachová pro budoucnost. Proto je třeba jim věnovat pozornost a dokumentovat charakter a návaznost jejich činnosti. V optimálním případě se koncepce systematicky předává nástupcům, aby byla zachována nezbytná kontinuita..

## Metodika

### Principy akviziční činnosti
Zatímco východiskem akviziční činnosti soukromých subjektů je většinou promyšlená volba pro ně atraktivní oblasti tvorby a následné zdokonalování sbírkové kolekce, práce společensky odpovědných veřejných muzeí má být založena na odlišných principech. Musí se snažit v koordinaci s partnery komplexně pokrýt dokumentaci všech oborů a vybírat sbírkové předměty z hlediska potřeb vzdělávání veřejnosti. Akviziční činnost tvoří nezastupitelný základ práce muzeí, proto jsou při nedostatku financí omezovány především všechny ostatní aktivity. Muzea jsou povinna s využitím svého odborného potenciálu pracovat v první vlně akvizice, kdy ještě nástup komerčních sběratelů nezvýšil nákupní ceny.

#### Metody shromažďování sbírkových předmětů
Způsob získávání předmětů užité tvorby do sbírek se převážně liší od běžné praxe v oblasti volné tvorby. Nákupy a dary proto fungují až na druhém místě za sběrem v terénu. Ten je charakteristický jednak pro grafický design (zejména plakát a drobné tisky), stejně i pro produkty uměleckého řemesla a designu (sběrné dvory technických služeb, skládky ap.). Forma nákupu v prvé fázi historie předmětů je charakteristická malými finančními částkami a nespadá do kompetencí nákupních komisí mj. proto, že prodávajícími nejsou jedinci, ale obchodní instituce typu antikvariátů, vetešnictví, bazarů nebo i prodejci nových výrobků (knižní prodejny, papírnictví, domácí potřeby, oděvní obchody apod.). První vlna akvizice tak umožnuje největší výběr a nejnižší finanční náklady.

### Metody prezentace sbírek
Smysluplné metody prezentace sbírek se liší zejména u produktového designu od metod zpřístupnění volné tvorby. Musí totiž umožňovat nejen zrakový kontakt a seznamovat se všemi funkcemi, jak to bylo již zvykem v době zakládání uměleckoprůmyslových muzeí. Progresívní instituce po odklonu od modernistických metod vytvářejí specifické režimy práce se sbírkovými předměty, které umožní jejich přiměřenou ochranu i při nezbytné manipulaci návštěvníky či před návštěvníky.

## SbírkyMoravské galeriev Brně

### Charakteristika sbírek
Sbírky užitého umění a designu
Prvními sbírkovými předměty, které předchůdce Moravské galerie – Moravské průmyslové muzeum nakoupilo, byly exponáty představené na světové výstavě ve Vídni v roce 1873. Původní koncepce shromažďovat ukázky výrobků rozdělených do pěti sekcí – uměleckoprůmyslové, stavební, mechanické technologie, chemické technologie a textilního průmyslu – se během let rozmělňoval. Sbírka byla rozšiřována podle preferencí ředitelů a dobových tendencí. Ukázky uměleckých řemesel zahrnovaly celou Evropu. Dobová móda vedla také k shromažďování asijského umění a řemesla. Se vznikem Moravské galerie v roce 1961 byly obnoveny snahy o větší koncepčnost. Fond byl v rámci dobové konvence rozčleněn podle materiálů – kov, sklo, keramika, dřevo, papír a textil. S kategorií designu vznikl nový pohled, který propojuje jednotlivá sbírková oddělení. Jím Moravská galerie soustřeďuje svůj komplexní zájem o současný design, módu a jejich umělecké přesahy.
Sbírka grafického designu
Sbírka byla ustavena v roce 1961 se vznikem Moravské galerie. Převzala fond plakátů, který byl do té doby součástí muzejní knihovny. Je orientována na český a světový plakát a další produkty grafického designu. Během existence brněnského bienále byla tato přehlídka hlavním zdrojem zisků. Od roku 1994 se v ní profiluje vzhledem k výzkumné spolupráci s katedrou dějin umění a designu Univerzity v Manchesteru sbírka orientace na poválečný plakát zemí střední a východní Evropy. Počátkem třetího desetiletí 21. století má sbírka cca 30 000 sbírkových předmětů.
Knižní sbírky
Sbírka rukopisů a starých tisků byla ustavena teprve v roce 2002 Převzala speciální historický knižní fond po léta uchovávaný a rozvíjený knihovnou Moravské galerie. Počátky souboru vzácných knih jsou spojeny se založením Moravského uměleckoprůmyslového muzea v 70. letech 19. století. Sbírka v zahrnuje různorodé projevy knižní kultury jako jsou rukopisy, inkunábule, staré tisky, tisky 19. století, mapy a plány, grafiky a rovněž i faksimile. K cenným exemplářům patří památky prvotiskové knihtiskařské produkce a bohemikální tisky 16. století. Od počátku 60. let 20. století začala být rozvíjena sbírka bibliofilií a knižní vazby. Její exempláře byly získávány z významných brněnských bibliofilských sbírek (např. Mojmíra Helceleta). Ve sbírce jsou zastoupeni např. Josef Váchal, Jindřich Svoboda, ze současných tvůrců pak Eliška Čabalová, Jan Perůtka a Jiří H. Kocman. Bibliofilie pokrývají hlavně českou produkci 20. století – Sáňkovy tisky, Florianovo Dobré Dílo, Pojerovu Atlantis, Pourovu edici, Symposion Rudolfa Škeříka, Družstevní práci, Aventinum a Melantrich. Nejnovější produkci reprezentují knihy vydané brněnským Františkem Janásem a pražským vydavatelství Aulos.
Kurátoři sbírek
- Rostislav Koryčánek, kurátor Jurkovičovy vily a Rodného domu Josefa Hoffmanna

- Judita Matějová, kurátorka sbírky rukopisů a starých tisků, sbírky bibliofilií a umělecké knižní vazby[7]

## Muzeum umění a designu Benešov

### Vize muzea
Vzdělávací program není orientován na umění, ale prostřednictvím umění na podporu osobnostního růstu. Funguje ve třech základních rovinách: poznání vztahu člověka a přírody, poznání vztahu jedince a společnosti, poznání duchovních hodnot života.

### Akviziční koncepce v oboru užité umění
Výběr oblastí designu podmínila potřeba komplexnosti vzdělávacího programu tak, že je shromažďováno větší množství souborů menšího rozsahu. Do jednotlivých kolekcí jsou z naučných důvodů zařazovány vedle výjimečných předmětů komplexních kvalit také předměty, kde jednostranně dominuje jen estetika, funkčnost, ekologie, ergonomie nebo ekonomika.
Inteligentní design
Vyrovnaná pozornost kvalitám "šesti e" (etika, ekonomika, efektivita, ekologie, ergonomie a estetika) vede ke hledání inteligentních produktů designu, které vznikají za přítomnosti všech devíti typů lidské inteligence v tvůrčím týmu. Princip vyplývá z muzejního výzkumu a je aplikován jak při akvizici, tak při analýzách v muzejní laboratoři sloužících edukaci. Proto byl jeden z prvních katalogů sbírky nazván "Hledání inteligentního designu".

### Charakteristika sbírek
Sbírka muzea se na rozdíl od jiných institucí netřídí podle „uměleckých druhů“ ani materiálů, ale s využitím taxonomie teorie komunikace. Vzhledem k potřebnému prolnutí různých úrovní třídění jsou vyčleněny také některé speciální kolekce „fenomény“. Provenience sbíraných předmětů sledovala především jejich užívání ve středoevropském prostoru, což preferovalo produkty v tomto prostředí navržené a vyrobené.
Sbírka produktového designu byla založena počátkem 90. let 20. století v souvislosti s prvními dary. Její koncepce vykrystalizovala z odborných diskusí mezi českými muzei až po roce 2000. Plné soustředění na akvizici však nastalo až kolem roku 2010, neboť do té doby byly intenzivně budovány sbírky grafického designu, grafiky a fotografie. Muzeu se tak podařilo stihnout poslední fázi vývoje, kdy ještě byly mnohé produkty minulosti bezplatně vyřazovány a starší za přijatelné ceny ke koupi ve starožitnictvích z dostupné ceny. Zesílená akviziční činnost podnítila také zřizovatele k finanční podpoře a mnohé komerční subjekty k darům a velkým slevám z prodejní ceny. Podařilo se tak tvořit hodnotné a poměrně komplexní soubory, přičemž k dokončení této první významné akviziční etapy v roce politického útoku na muzeum chybělo jen několik let. Nemožností doplnit rozpracované soubory tak vznikly mimořádné odborné a později těžko napravitelné ztráty, které mají i ekonomický rozměr. Reakcí na politickou svévoli bylo i odstoupení mnoha dárců od plánovaných nabídek. Následný stav sbírky není snadné ověřit, protože v době násilného přerušení akvizice obsahovala množství nově bezplatně získaných předmětů, které teprve čekaly na své zaevidování.
V každém případě se ale podařilo během první etapy užitečně pro vzdělávací účely pořídit do sbírky díla nejen mnoha českých osobností designu (Appl, Berdych, Cigler, Cimbura, Crhák, Čapek, DeForm, Diblík, Dlabač, Eislerová, Froněk, Hegmon, Hofman, Hůrka, Jabůrek, Janák, Jiřičná, Kadlec, Kaplický, Karásek, Kardaus, Kotas, Kotra, Kovář, Koza, Lachman, Lastovička, Libeňský, Linhart, Lednická, Luběnová, Míra, Navrátil, Němeček, Niklová, Nováková, Opočenský, Pelcl, Piršč, Plesl, Roubíček, Sekora, Schmid, Šindler, Šípek, Škoda, Špála, Španihel, Šťastný, Tučný, Vaculík, Vach, Vaňková, Velčovský, Výborný Vízner,, Wagner, Wunsch ad.), ale také práce řady autorů z celého světa (Aalto, Aamio, Ahlgren, Bouroullec, Brandtová, Breuer, LeCorbusier, Dean, Dell, Dreyfuss, Eames, Girard, Hartwig, Christiansen, Ive, Jacobsen, Levy, Mies van der Rohe, Nakamura, Nelson, Panton, Rams, Rietveld, Sapper, Sason, Scottsass, Stam, Starck, Suarez, Thonet, Vancl, Wagenfeld, Yanagi, Zumthor ad.), přičemž jména mladší generace působící po roce 2000 neuvádíme.
Založení sbírky grafického designu počátkem 90. let podnítily dary kolekcí exponátů kolektivních výstav světové a české tvorby grafických symbolů, logotypů a značek a také zahájení výstavního cyklu Osobnosti českého grafického designu.
Sbírka proto obsahuje více či méně komplexní ukázky prací většiny českých osobností grafického designu (např. Beneš, Born, Bláha, Bromovi, Dyrynk, Fára, Flejšar, Florian, Grygar, Hegar, Hlavsa, Hrach, Istlerová, Kolíbal, Kopřiva, Kvízová, Lev, Lhoták, Menhart, Míšek, Mucha, Muzika, Najbrt, Novák, Pacovská, Rathouský, Seydl, Skalník, Sklenář, Solpera, Sůra, Sutnar, Svolinský, Šalamoun, Šindler, Šváb, Teige, Týfa, Vaněk, Votruba, Zelenka, Ziegler).

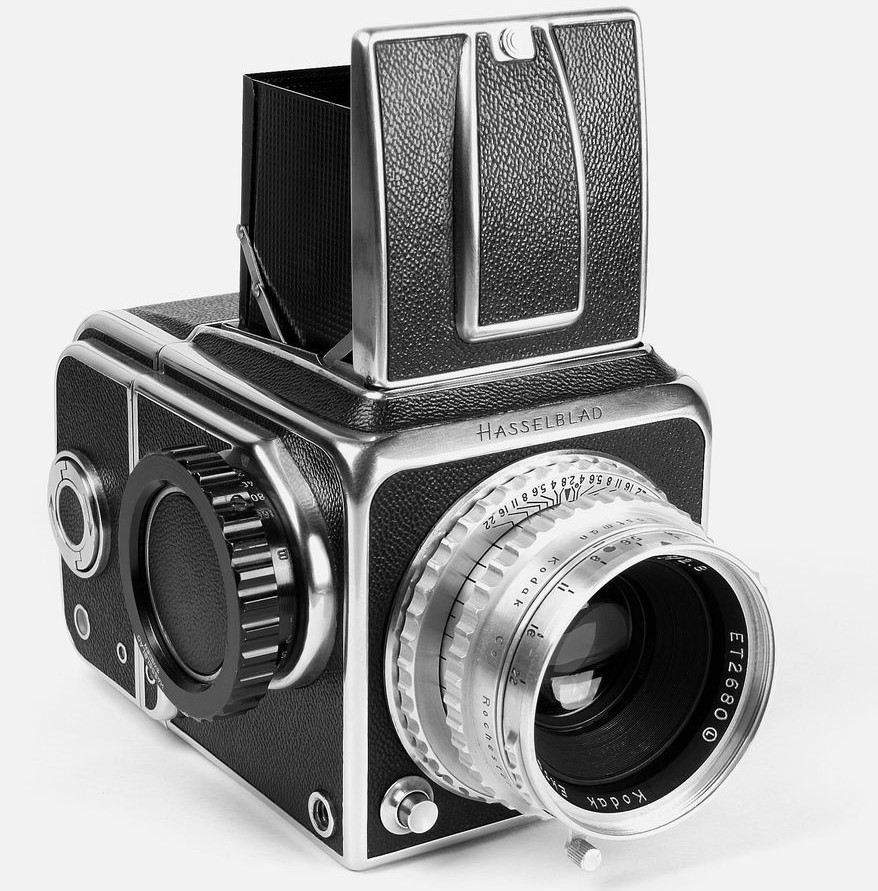
Fotografická kamera Hasselblad, Švédsko, design Sixten Sason, 1948

### Struktura sbírek
Přehled kolekcí užité tvorby bez oboru architektura (společně ruční i strojové techniky)

#### Produktový design
Dle funkčních útvarů
Audiovizuální technika (od 19. stol.) – Auta ad. individuální doprava (modely) – Brýle – Dětské hračky - Drobná technika domácností (od 20. stol.) - Elektrická svítidla - Elektroinstalační prvky - Hodiny a hodinky - Hromadná doprava (sedadla a modely) - Informační tabule - Liturgické předměty - Mince (2. polovina 20. stol.) - Odznaky (20. stol.) - Psací potřeby (2. pol. 20. stol.) - Stolování (od 20. stol.) - Šperk a dekorativní předměty - Židle a drobný nábytek (od 20. stol.)
Tematické kolekce
Prodejní obaly na čaj (20. stol.) - Prodejní obaly a kazety filmů (20. stol.) - Prodejní obaly potravin (20. stol.) - Prodejní nápojové obaly (20. stol.)
;Grafický design

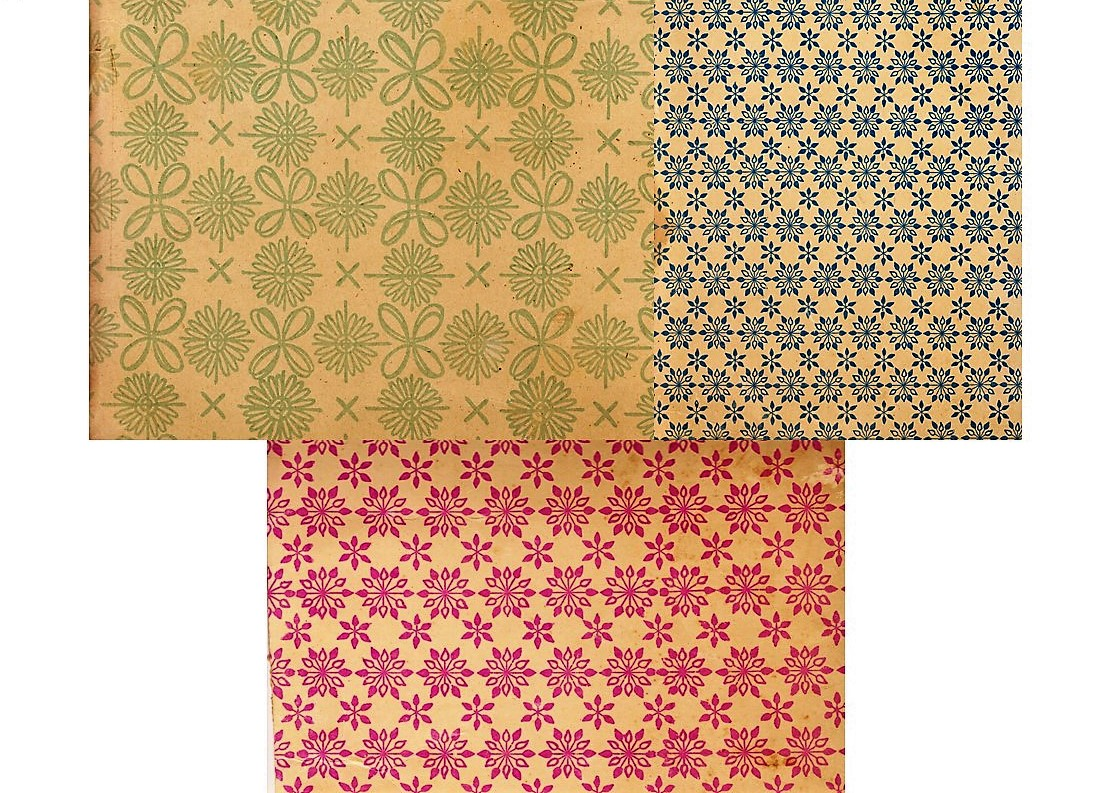
Papír s omyvatelným povrchem na ochranu polic, Československo, 60. léta 20. stol.

Sbírka grafického designu byla zaměřena převážně na klasické produkty na papíře. Digitální forma byla sbírána pouze v části kolekce sociální reklamy.
Dle sdělovacích, resp. jiných funkčních útvarů (20. stol., převážně od 2. pol. 20. stol.)
Bankovky – Elektronické karty – Identifikační průkazy - Informační symboly a jejich systémy - Jízdenky a vstupenky – Kalendáře – Knihy – Mapy - Nákupní tašky - Obaly gramodesek ad. nosičů – Plakáty – Pohlednice – Pozvánky - Programy a katalogy – Periodika – Samolepky - Systémy vizuální prezentace - Značky, logotypy

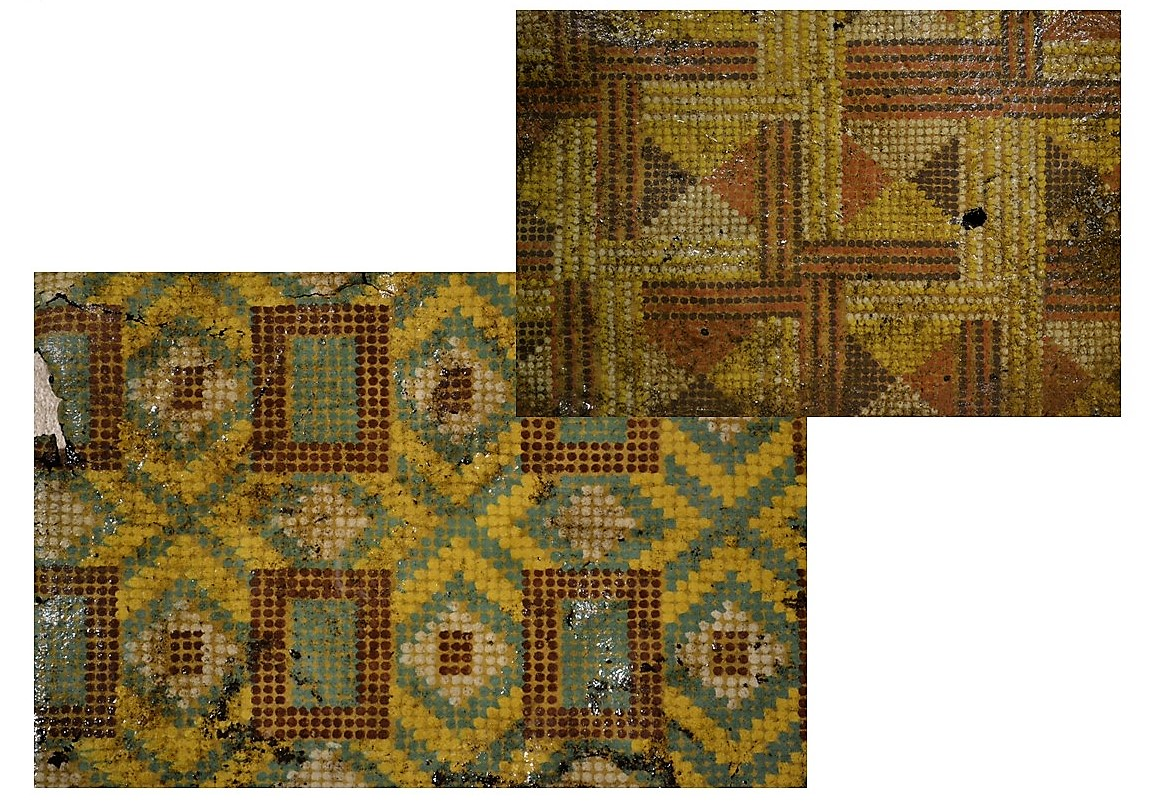
Papírová linolea, Československo, 60. léta 20. stol.

;Tematické kolekce (převážně od 2. pol. 20. stol.)
Filmový plakát – Jídelní lístky – Jízdní řády a telefonní seznamy – Navštívenky - Novoročenky (vč. sociální sondy do běžné produkce) - Sociální reklama - Svaté obrázky - Verifikační struktury (užitá holografie) - Výroční zprávy
Úhel pohledu - fenomény
Modely (nábytek, dopravní prostředky ad.)
Materiál: Bakelit – Hliník
Bible - Čajová kultura - Kýč a folklór (od 2. pol. 20. stol.) - Festival Karlovy Vary – Lázeňské pohárky - Moka konvice - Notebook (od konce 20. stol.) - Statusové předměty (20. stol.) - Suvenýr (od 2. pol. 20. stol.) - Školní sešity a učebnice – Telefon - Varná konvice
Značky: Apple – Bauhaus – Botas - Fun explosive – Ikea – Lego – Matrjoška – Meopta – mm-cité – Moser – Narex – Polaroid – Simax – Tescoma – Vitra – Ton a Thonet

### Charakteristika kolekcí
Při širokém spektru záběru sledujícím vzdělávací cíle muzea nelze popsat charakteristiky jednotlivých kolekcí, jak to činí podrobně obsáhlá publikace (Hledání inteligentního designu). Proto zde uvedeme jen popis několika svébytných souborů.
;Fotografická a filmová technika

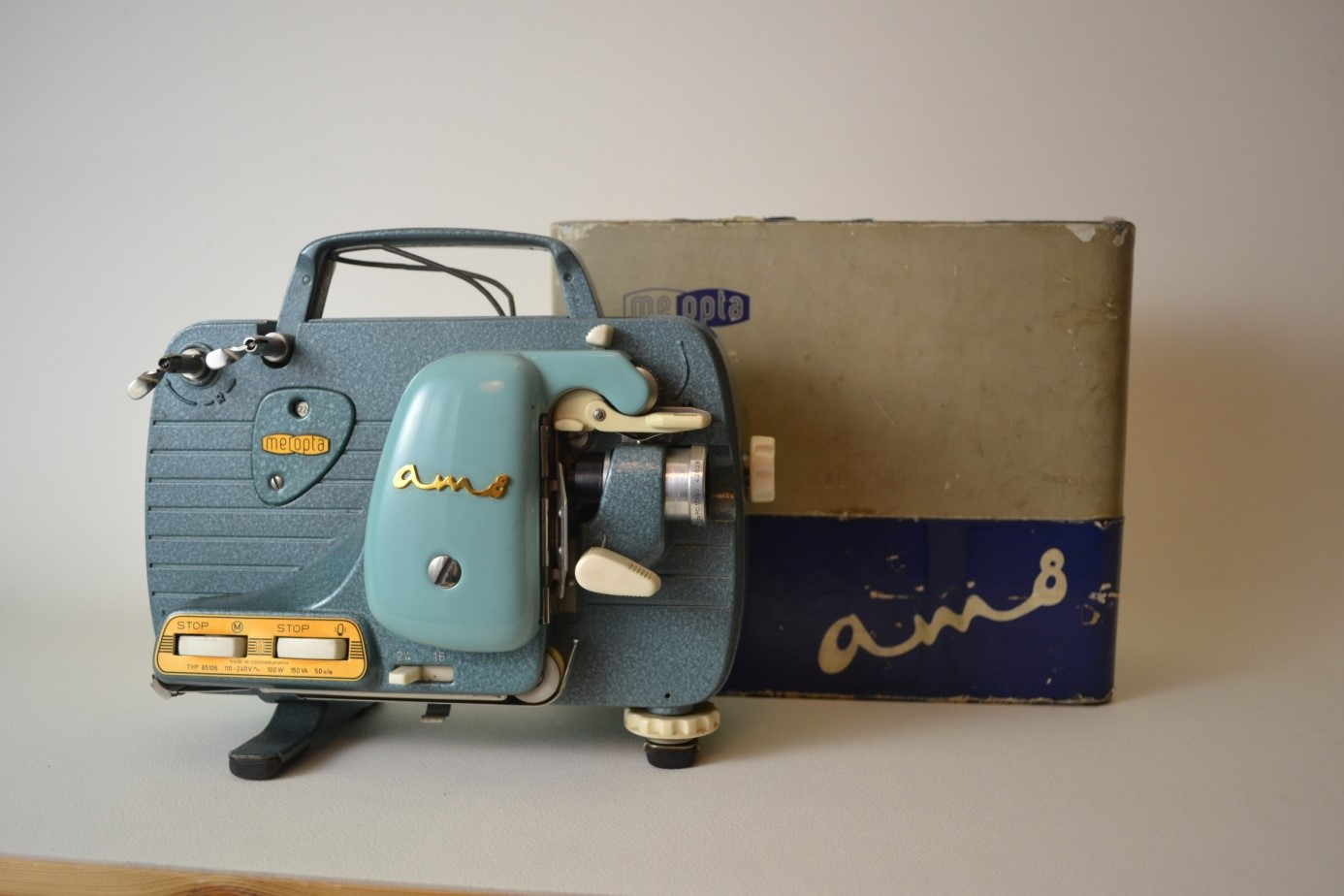
Promítačka 8 mm Meopta, design Zdeněk Kovář, 60. léta 20. stol.

Kolekce fotografické a filmové techniky začala být shromažďována ve vztahu ke sbírkám fotografie a videa. Obsahuje přibližně dvě stovky předmětů. Z hlediska designérské tvorby je zajímavá nejen produkce české značky Meopta, ale zahraniční produkty značek Hasselblad, Polaroid a Kodak nebo jednotlivé východoněmecké či ruské kamery. Pro celou kolekci byl před rokem 2016 připraven projekt samostatné stálé expozice obsahující dvě edukační pracoviště.
Elektroinstalační prvky

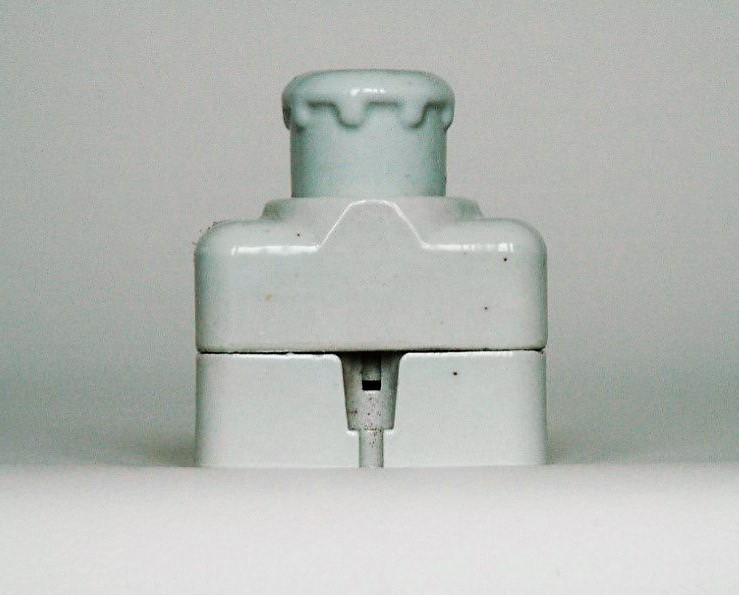
Eletroninstalační souprava - lůžko a pojistka, 50. léta 20. století

Jsou sbírány z důvodu specifické technické estetiky a také jako významná ukázka ergonomické problematiky využitelná ve výukové laboratoři designu. Malý soubor obsahuje několik desítek předmětů.
Hromadná doprava (sedadla a modely)
Hromadná doprava patřila k nosným výzkumným tématům muzea, protože je na rozdíl od individuální významným kladným společenským fenoménem. V malém souboru, který byl instalován na železniční stanici, se podařilo shromáždit nesnadno dosažitelná historická sedadla českých tramvají, autobusů a vlaků včetně autorských modelů (Španihel). Optimálním doplněním byly modely českých, ale i některých zahraničních dopravních prostředků, na nichž bylo možné prezentovat vývoj estetiky oboru. Pro prezentaci bylo zprovozněno modelářské kolejiště připomínající proslulý český zkušební železniční okruh u Velimi.
Liturgické předměty
V multikulturním světě je užitečné sledovat kvalitu a vývoj různých liturgických předmětů. Malý soubor několika desítek předmětů byl kromě křesťanství zaměřen na azijský čajový obřad.
Židle a drobný nábytek
Židle je nejen uznávaným fenoménem charakterizujícím slohové proměny nábytku, ale také předmětem užitečné prezentace ergonomické problematiky. Sbírce se podařilo shromáždit téměř stočtyřicetikusový soubor dokumentující vývoj od konce 19. století po současnost. Jeho doplněk tvoří řada stolů a stolků, s nimiž židle vytvářejí přirozenou stylovou a ergonomickou interakci. Pro edukaci byly vyrobeny také některé rozebíratelné kopie. Mezi autory nechybí jména nejznámějších českých a světových návrhářů. Kolekce začala být doplňovány řadou známých nábytkových miniatur produkovaných značkou Vitra.

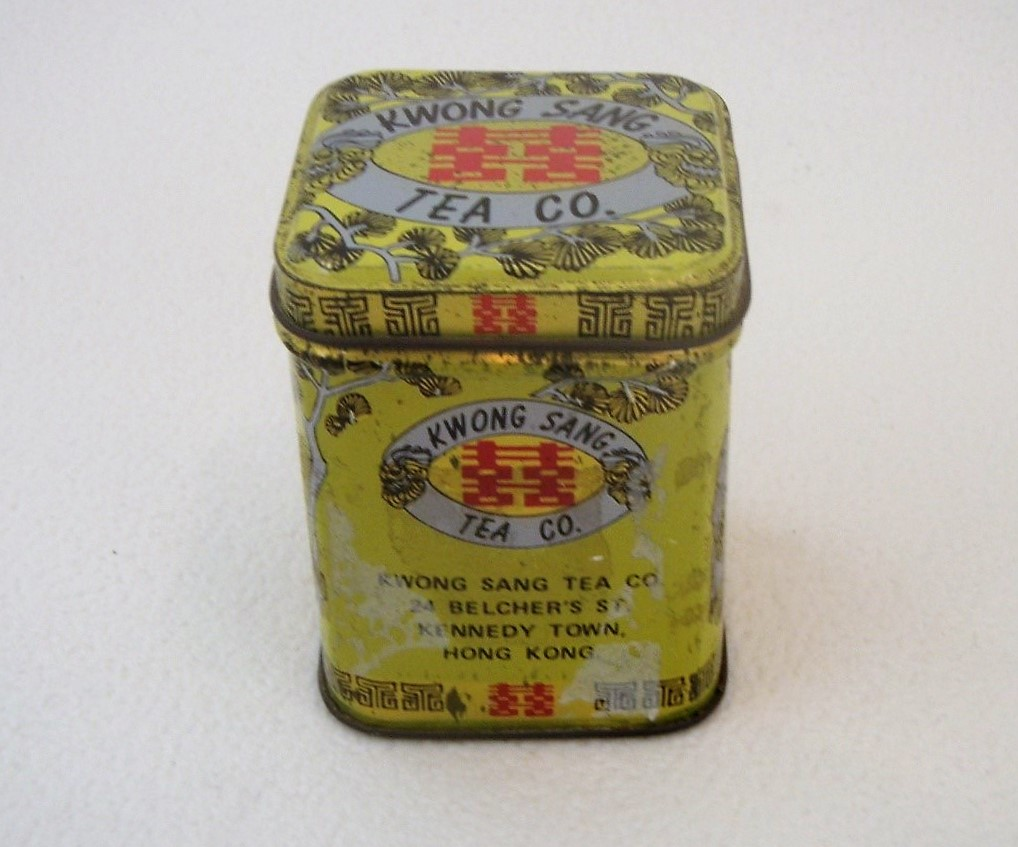
Prodejní obal čaje, Honk-kong, 40. léta 20. století

Prodejní obaly potravin, nápojů a čaje
Prodejní obaly představují rozhodující problematiku civilizace, jak z hlediska ekologického, tak i informačně-etického. Soubor více než tří stovek kusů proto sloužil jak výzkumu (testování v muzejní laboratoři), tak edukačnímu procesu. Běžné obaly potravin a nápojů doplňovala speciální kolekce obalů čaje pokrývající celé 20. století, jež byla vztažena ke sbírkám čajových souprav.
Prodejní obaly a kazety filmů 20. stol.

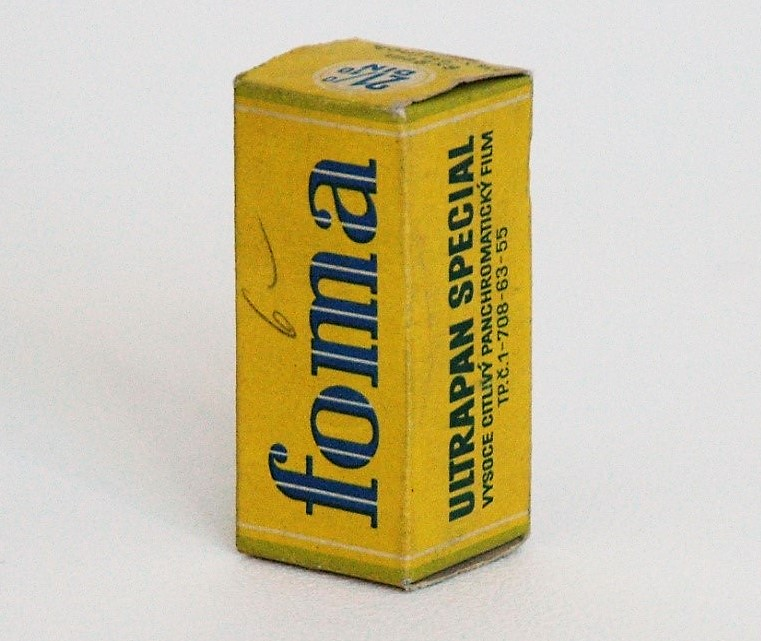
Obal filmu značky FOMA, 50. léta 20. století

Obaly fotomateriálu jsou úzce spjaty s již historicky uzavřenou epochou fotografické tvorby. Emočně byly propojeny s tvůrci citlivě vnímanými kvalitami. Ojedinělá sbírková kolekce dosahující dvou set kusů dokumentuje období od 30. let do konce 20. století, který byl současně koncem éry fotochemického procesu.
Statusové předměty
Muzejní edukace vztahující se k sociálním vazbám designu vedla také k vytvoření malé sbírkové kolekce obsahující vybrané předměty charakterizující konkrétní sociální skupiny. Jde o několik desítek předmětů typu psacích potřeb, brýlí, náramkových hodinek nebo oděvních doplňků ad.
Psací potřeby
Psací potřeby představují jeden z nejrozšířenějších produktů civilizace, u kterého je užitečné dokumentovat vývoj stylu vztahující se k různým technikám. Soubor několik set produktů, ve kterém nechybí ani práce známých designérů, umožňuje edukačně pracovat také s ekologickými, ergonomickými, ekonomickými a funkčními kvalitami.
Dětské hračky
Hračky byly do akvizice zařazeny kvůli důležitosti výzkumu své praktické i estetické funkčnosti, kolem kterých přežívá mnoho předsudků. Ty brání lepšímu uplatnění podpory osobnostního růstu dětí. Svébytnými hračkami jsou také zmenšené modely. Celý soubor, obsahující i ukázky prací významných designérů a značek, obsahuje asi dvě stovky předmětů.
Informační design
Informační design tvořil základ výzkumu muzea, rozsáhlá sbírka mnoha set produktů na papíře i v materiálech se prolínala s archívními dokumenty, tak aby obsáhla celé spektrum globální vizuální komunikace. Soubor obsahuje jednotlivé informační symboly a jejich systémy.
Sociální reklama
Sociální reklama představovala svébytný soubor plakátů, letáků aj. tisků kombinovaný s archívní dokumentací vč. elektronické. Absence podobné sbírky v republice vedla ke shromáždění mnohasetkusového fondu, který byl tříděn pouze na podskupiny (např. ekologie, rasismus, zdraví apod.).
Bankovky
Malý soubor bankovek československých, slovenských, českých, nizozemských, švýcarských a euro byl shromážděn z edukačních důvodů pro testování vizuální rozlišitelnosti.
Elektronické karty
Soubor dokumentující ve dvou stech kusech dobový fenomén shromáždil průřez produkcí esteticky kvalitní i nekvalitní.
Identifikační průkazy
Identifikační průkazy jako charakteristický dokument doby (občanské průkazy, řidičská oprávnění, stranické a spolkové legitimace ad.) se podařilo shromáždit v několik desítkách kusů od 20. let 20. století do současnosti.
Jízdenky a vstupenky

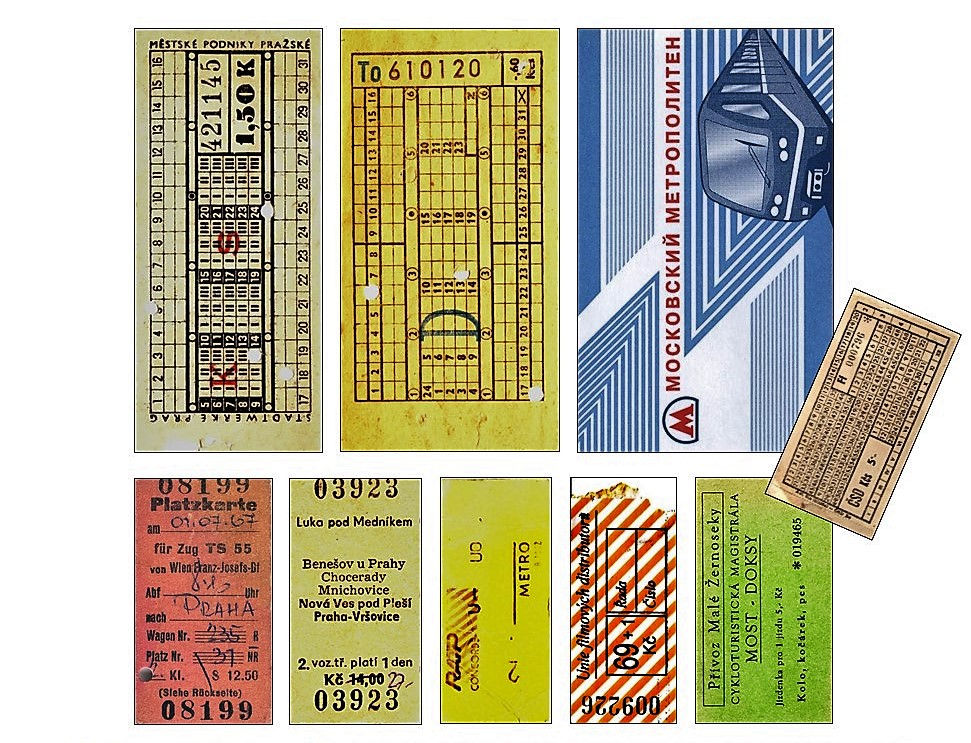
Jízdenky hromadné dopravy, Čechy, Rusko, Francie, 2. pol. 20. století

Významná součást informačního designu je pro edukační účely zastoupena jen ukázkou několika desítek kusů (od pol. 20. stol.), kde u jízdenek je sledována praktická funkčnost, u vstupenek schopnost reprezentovat hodnoty instituce.
Knihy
Soubor knih je průběžně rozšiřován z antikvariátů a knihobudek, čítá mnoho set kusů. Snaží se reflektovat vývoj knižní kultury od 19. století, přičemž dominantu tvoří zlatý věk české knižní úpravy v 60. – 80. létech 20. století.
Mapy
Mapy jsou jedním ze základních produktů informačního designu. Více než stokusový soubor se snaží od 19. století po současnost reflektovat jak vývoj zobrazování a užití informačního symbolů, tak grafickou úpravu zadních stran.
Nákupní tašky

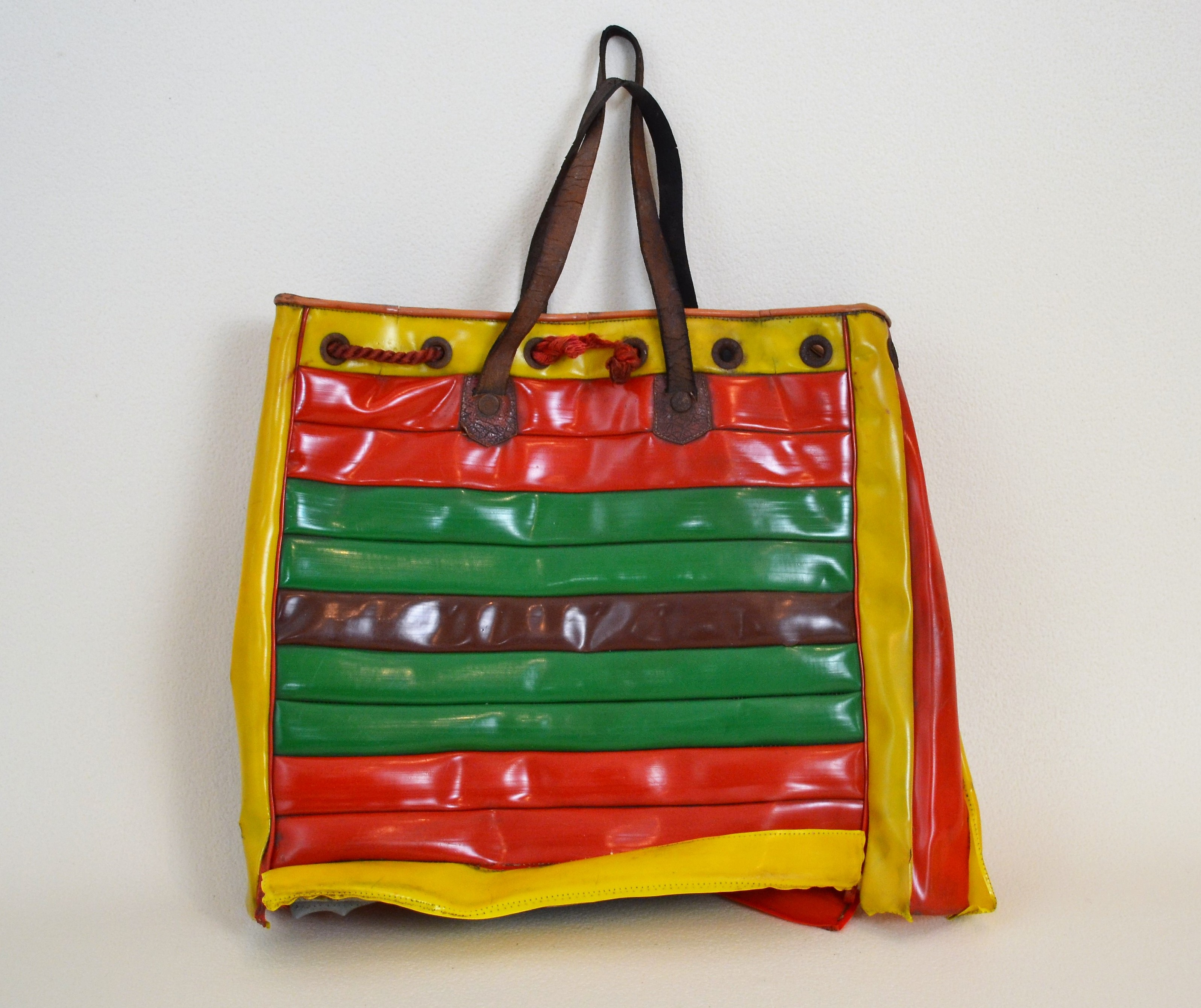
Nákupní taška z plastu, 60. léta 20. století

Smysl akvizice nákupních tašek spočívá v dokumentaci vývoje jejich vztahu k ekologii, reklamě či statusu prodejce. Mnohasetkusový soubor tzv. jednorázových tašek pokrývá období od 70. let 20. století a je doplněn několika ukázkami nákupních tašek pro opakované použití.
Pohlednice
Pohlednice představují mimořádně pestrý fenomén s historií od 19. století. Soubor přesahující tisíc kusů je pomocně členěn na místopis, celebrity, sociální reklama, umění ad. Jeho součástí je několik kusů vzácných ukázek speciálních technik – diapohlednice, fonokarty a pohlednice se stereoskopickým rastrem.
Periodika
Sbírka převážně českých periodik čítající přes dvě stě kusů (od konce 19. stol.) má především edukační poslání. Obsahuje však také řadu dnes již velmi vzácných vydání některých časopisů, např. Raut, Reflex, Post, Listy, Mladý svět, Živel ad.
Samolepky
Samolepky jsou svébytným fenoménem, který si zaslouží samostatnou pozornost. Ve sbírce muzea se jich nachází několik set, časově počínaje 70. léty 20. století.
Školní sešity a učebnice
Školní sešity a učebnice muzeum sbírá z důvodu jejich výrazného vlivu na rozvoj vizuálního vkusu dětí a mládeže. Soubor několika desítek kusů tuzemského původu je namátkový, ale obsahuje vedle kvalitních produktů i kýč, kterým jsou zaplněny tašky školáků.
Značky, logotypy

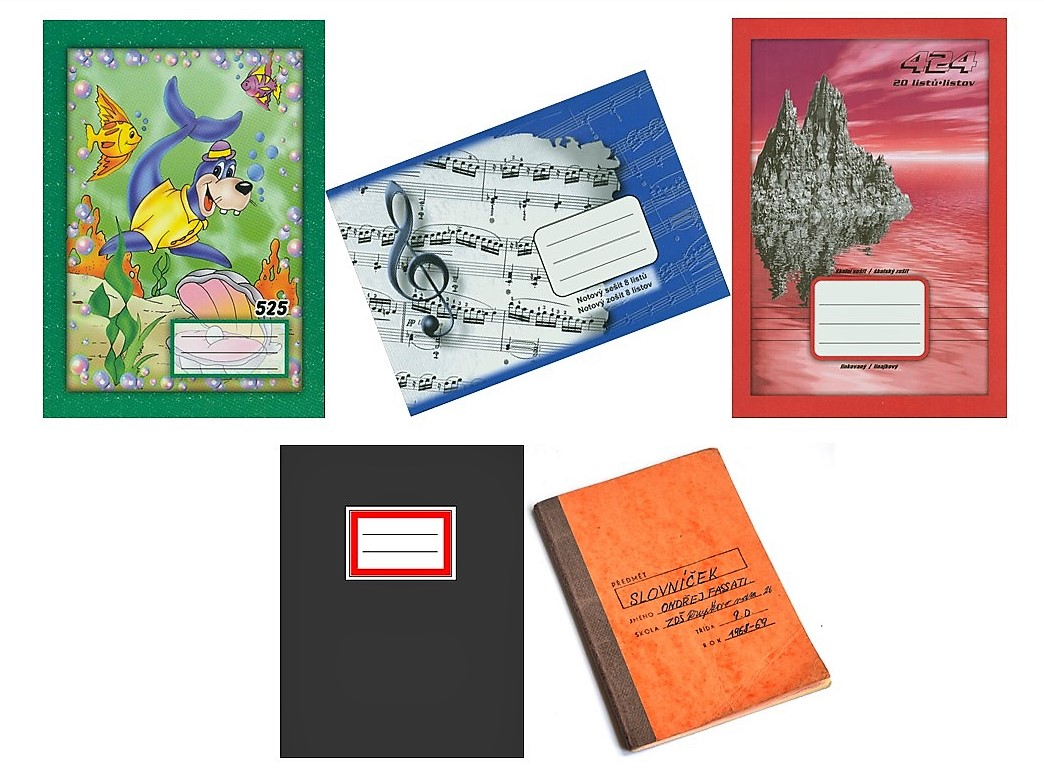
Školní sešity (10. léta 21. století a 70. léta 20. století)

Sbírka značek a logotypů má edukační poslání. Snaží se dokumentovat zejména stylový vývoj dlouholetých institucí a jeho vztah k tvorbě osobností grafického designu. Soubor je shromažďován jak v papírové, tak elektronické podobě a čítá dvě stovky kusů.

### Výběr tematických kolekcí
(převážně od 2. pol. 20. stol.)
Filmový plakát
Soubor filmového plakátu má rozsah přes pět tisíc kusů. Jeho základ tvořily dary a nákupy prací českých grafických designérů od 60. let 20. století. Počátkem 90. let však začal být ve spolupráci s organizátory karlovarského Mezinárodního filmového festivalu každým rokem rozšiřován o výběr světové produkce, čím nabyl po dvou desítkách let zajímavých kvalit. Tato akvizice však byla společně s dalšími po politickém útoku na muzeum roku 2017 násilně ukončena.
Jízdní řády a telefonní seznamy
Malý soubor dalších charakteristických produktů informačního designu obsahuje jen dvě desítky charakteristických edukačních příkladů české, slovenské a německé provenience.
Navštívenky
Vizitky mohou být pokusem o vizuální charakterizaci identity osob i institucí, proto je užitečné je sbírat z edukačních důvodů. Sbírka obsahuje několik set navštívenek, známých osobností i neznámých lidí, špičkové i lidové kvality.
Novoročenky
Sbírku novoročenek podnítil založit svým darem donátor muzea Jiří Šetlík koncem 90. let 20. století. Věnoval muzeu stovky „péefek“ vytvořených převážně českými výtvarníky s datováním od 70. let a následná léta až do roku 2016 (násilné politické přerušení akvizic) ve svých darech pokračoval. Souběžně pro sociální analýzy byly bez třídění ukládány také soubory novoročenek adresovaných benešovským starostům.

### Fenomény
Výše uvedené soubory byly rozšiřovány také z hlediska soustředěné pozornosti vybraným fenoménům. Fenomény tak lze vnímat nikoliv jako samostatné kolekce, ale alternativní model třídění.
Vzhledem k tomu, že muzeum nevytvářelo sbírky tradičně tříděné podle materiálů, jako jiné instituce, je možné díky softwarovému způsobu dokumentace vytřídit skupiny jak např. sklo, keramika, textil, kovy nebo plasty. Při samotné akvizici se však muzeum pokusilo speciálně soustředit na dva zajímavé materiály 20. století – bakelit a hliník, charakteristické pro určité typy produkce.
Pro zajímavost uvedeme ještě některé z preferovaných fenoménů. Shoda okolností přinesla do muzejní sbírky známou bibli ilustrovanou Salvádorem Dalí a upravenou Zdeňkem Zieglerem. Když na ni navázaly další, vznikla kolekce biblí trvale instalovaná v benešovském Alliprandiho barokním chrámu sv. Anny. Při tvorbě a prezentaci designu hrají významnou roli modely produktů, zejména zmenšené. Z edukačních důvodů se muzeum soustředilo na shromažďování modelů dopravních prostředků a nábytku, neboť akvizice reálných produktů by nebyla v jeho možnostech. Mnohé z uvedených modelů hrají také svou roli ve velmi aktuální oblasti hraček a učebních pomůcek. Pozornost muzejní akvizice připoutal celkově fenomén karlovarského filmového festivalu, který je provázen řadu produktů grafického a produktového designu Studia Najbrt. Poněkud charakteristicky mezi nimi chybí lázeňské pohárky představující funkčně svébytnou pomůcku, kterou se muzeum rozhodlo sledovat z hlediska estetiky a ergonomie. Podobný účel vedl k rozhodnutí soustředit se na fenomén čajové kultury, západní i ázijské, která se projevuje jak v servisech, tak v pomůckách pro přípravu a obchodních obalech čaje. Na to navazuje muzejní akviziční zájem o varné konvice, na něž se shodou okolností soustředil zájem mnoha předních světových designérů i značek. I mezi tak rutinními produkty jako jsou notebooky lze zaznamenat snahy o specifická řešení nejen u značky Apple, ale i spoluprací výrobců s návrháři Porche Design, Ferrari, Bang & Olufsen ad. Z poněkud odlišného úhlu estetiky je potřebné z edukačních důvodů sledovat širokou produkci suvenýrů provázejícího převážně planý mezinárodní turismus, kde dochází až k nečitelnému prolínání kultur. Na to navazuje užitečná pozornost soudobé lidové tvorbě a kýči, kterou najdeme v mnoha kolekcích designu včetně grafického.
Muzeum se soustředilo také na sledování vybraných značek produktů. Meziválečný Bauhaus je příkladem funkcionalismu, ale nemusí být vždy ukázkou funkčnosti. Muzea o tom své hosty přesvědčí jedině, když se jim podaří shromáždit alespoň dnešní výrobky tehdejších mistrů a podvolit je laboratorním testům, nebo třeba i kontrovaného vyzkoušení, aby návštěvníci nebyli jen jalovými diváky. U Brauna je například zajímavé sledovat vývoj od minimalismu podníceného ulmskou školou designu k pozdějšímu expresívnějšímu stylu, který souvisel s přechodem značky pod nového majitele. Značka přístrojů okamžité fotografie Polaroid vždy přitahovala osobnosti designu. U jejích počátků stál např. Henri Dreyfuss, přístroje epochy přelomu století pak mají nejvýraznější design mezi amatérskými kamerami. Podobně poutal pozornost známých tvůrců designu Apple, jehož stylově čistou produkci ale stojí za to podrobit přísným testům v ergonomické laboratoři. Takovou funkci měla také akvizice české značky mmcité, která měla být instalována v nejbližším okolí muzea jako mobiliář příkladný pro další rozvoj města. Stavebnice Lego představuje výrazný fenomén v oblasti hraček, který ovlivňuje vývoj tvarového a barevného vnímání dětí po celém světě. Přesto, že umožňuje i práci s jemnými lomenými barevnými odstíny, patrně z marketinkových důvodů se prezentuje především strakatým nevkusem, jehož tonální kontrasty ani nedokáže využít pro podporu vnímání skladebné činnosti prostorových modelů. Na to se soustředila edukační činnost benešovského muzea a využívala i nabídku kolekcí lego architektury a robotiky, která s dnešním designem silně souvisí. S fenoménem Lego souvisela také akvizice dalších hraček a užitných předmětů (kancelářské potřeby, hodiny ad.) inspirovaných tvarově stavebnicí. Zajímavé téma v oblasti hraček představuje také známá „matrjoška“. Muzeu se podařilo shromáždit řadu matrjoškových skládaček různých designérů a výrobců, včetně učební pomůcky demonstrující pronikání do stále nižších řádů fyzikální skladby hmoty.

### Kurátoři sbírek a odborní konzultanti
Dlouhodobým kurátorem sbírky designu včetně grafického byl Tomáš Fassati, kurátorkou kolekce sociální reklamy byla Anna Fassatiová. Akvizice byla konzultována se členy vědecké rady muzea mj. PhDr. Janem Rousem, Mgr. Jiřím Hulákem, arch. Jiřím Šafrem nebo Doc. Akad. Arch. Jaroslavem Kadlecem.

## SbírkyMuzea umění Olomouc

### Charakteristika sbírek
Kmenová sbírka muzea, čítající přes 91 600 sbírkových předmětů, je členěna podle uměleckých druhů do jedenácti podsbírek (architektura, autorská kniha, fotografie, grafika, kniha 20. století, kresba, mince a medaile, obrazy, plastiky, užitá grafika, užité umění).
Užité umění
Sbírka užitého umění byla založena až roku 1997. Dlouholetou kurátorkou byla Anežka Šimková. Její představou bylo vytvořit ucelený výběrový soubor, dokumentující vývoj životního stylu 19., 20. i ve 21. století prostřednictvím designu na českém území, ale i s přesahy do světa, zejména Evropy. Sbírka obsahuje především sedací nábytek neboť ten plní uznávanou roli nositelů estetických, stylových a sociálních významů. Kolekci doplňují i další druhy nábytkové tvorby, výtvarné textilie, keramika, svítidla, skleněná vitráž ad. předměty.
Ke svébytným okruhům podsbírky patří třeba ohýbaný dřevěný nábytek značek Thonet a Khon (Hoffmann, Loos, Prutscher, Siegl, Wagner, Kotěra) a trubkový nábytek z dvacátých a třicátých let 20. století (Breuer, Mies van der Rohe, Halabala).  Z období 60. a 70. let zde figuruje americký, německý, italský, francouzský a český design (Panton, Moeckl, Piretti, Klein, Navrátil). Česká postmoderna je zastoupna židlemi a křesly Milana Knížáka a členů skupiny Atika (Pelcl, Šusta jun., Javůrek, Horák a Cimbura).
Kniha 20. století
Sbírka založená roku 1994 vyčleňuje z fondu muzejní knihovny publikace vč. periodik, jejichž grafiku vytvářeli významní autoři. Ve více než tisícovce svazků dominují knižní obálky z meziválečného období, kdy hlavní proudy v českém knižní kultuře představoval funkcionalismus a konstruktivismus (Karel Teige, Vít Obrtel), expresionismus (Josef Čapek) a poetismus či surrealismus (Jindřich Štyrský, Toyen). Výběr sleduje také užití fotografie a fotomontáže (Zdeněk Rossmann, Ladislav Sutnar, Jindřich Štyrský, Toyen). Časové rozpětí sbírky se rozšířilo i do minulosti k secesi, symbolismu, dekadenci a expresionismu (Vojtěch Preissig, Josef Váchal, Jan Konůpek, František Kobliha, František Bílek) a k tzv. lomenému stylu (František Kysela, Vratislav Hugo Brunner, Jaroslav Benda, Method Kaláb). Mladší období představuje tvorba z 50. – 60. let, kdy byla knižní kultura pro výtvarníky mnohdy jediným prostředkem, jak proniknout na veřejnost. Kvalitní grafické zpracování mají i celé ediční řady, např. Světová literatura, Otázky a názory (Balcar, Bláha, Fára, Fuka, Grygar, Rathouský, Sekal, Seydl, Valoušek). Sbírka je výběrově doplněna zahraničními publikacemi, především představitelů ruské avantgardy (Lisický, Rodčenko ad.).
Autorská kniha
K založení této samostatné sbírky došlo v roce 2003 na základě mimořádné akvizice ručně zpracovaných modlitebních knížek a rovněž v souvislosti s nákupem zahraničních publikací z 2. poloviny 20. století.
Jde o dva samostatné soubory. První tvoří unikátní kolekce čtyř stovek ručně psaných a kolorovaných lidových modlitebních knížek z Čech a z Moravy z pozůstalosti Jana Poše. Druhý je tvořen autorskými knihami z druhé poloviny 20. století a počátku století dalšího. Ve sbírce dominují jedinečné autorské přístupy Dalibora Chatrného, Rudolfa Fily, Milana Knížáka, Květy Pacovské, nebo Miloše Šejna, konceptuální pojetí (Petr Babák, Vladimír Havlík, Jiří H. Kocman, Vladimíra Sedláková, Jiří Valoch, Jan Wojnar ad.) nebo pojetí lettristické (Jan K. Čeliš, Jiří Hůla / Josef Volvovič, Ladislav Novák, Václav Vokolek ad.). Jiné pojetí pak tvoří práce, které se zabývají vztahem mezi hudbou a výtvarným uměním (Milan Grygar, Petr Pokorný). Hraniční oblastí mezi autorskou knihou a objektem představuje tvorba autorů hnutí Fluxus (Hendriks Bici, George Brecht, Robert Wats ad.) K dalšímu typu prací patří kategorie knih či katalogů pojatých jako umělecké dílo svého druhu (Christian Boltanski, Marcel Broodthaers, Daniel Buren, Gilbert & George, Andy Warhol, Sol LeWitt ad.). Úvodní akvizice proběhly z podnětu Pavla Zatloukala a Ladislava Daňka ve spolupráci s Jiřím Valochem a Zdenkem Primusem v letech 1997–2002. Po roce 2004 se stala kurátorkou Gina Renotière, která do sbírky mimo jiné postupně získala např. světově jedinečnou kolekci berlínského vydavatelství Rainer Verlag (Dieter Roth, A. R. Penck, Emmett Williams, Ann Noël, Endre Tot, Jan Voss, Ben Vautier, Damien Hirst ad.).                       
Medaile a plakety
Jde o malou kolekci přibližně 1200 položek medailí z druhé poloviny 19. a prvních desetiletí 20. století, v níž se odráží také olomoucké prostředí (výročí, výstavy) a také vybranou tvorbu reprezentující evropské medailérství (např. Rakušané Josef Christian Christelbauer, Carl Radnitzky, Italové Giuseppe Girometti, Antonio Zanetti a Francouz Daniel Dupuis). Význam mají také díla autorů české moderny (např. Sucharda, Spaniel, Wagner). Na ně časově navazuje tvorba nesoucí se především v duchu socialistického realismu (Jiří Harcuba, Lumír Šindelář a Adolf Havelka) a produkce středomoravského regionu (sochaři a medailéři Julius Pelikán a Rudolf Doležal).

### Kurátoři sbírek
- Hana Bartošová, kurátorka podsbírky Kniha 20. století
- Barbora Kundračíková, kurátorka podsbírky užité grafiky
- Martina Mertová, kurátorka podsbírky užitého umění
- Gina Renotière, kurátorka podsbírky autorské knihy

## SbírkyUměleckoprůmyslového muzeav Praze
Muzeum spravuje sbírky skla, porcelánu a keramiky, užité grafiky a fotografie, textilu, módy a designu, nábytku, hodin, dále sbírku drahých i obecných kovů, vzácných materiálů, šperků, hraček a množství písemné i obrazové dokumentace. V roce 2023 mělo muzeum půl milionu sbírkových předmětů od antiky až po současnost.

### Vize muzea
Muzeum má být především místem pro inovativní vzdělávání a kultivaci našeho vztahu k okolnímu světu. Zprostředkovávat pochopení předmětů užitého umění a designu ve spojení s architekturou a výtvarnými disciplínami. Vším, co ovlivňuje životní styl v proměňujícím se světě, pozitivně přispívat ke zlepšení kvality života a zachování kreativity ve stále více uniformně digitalizovaném prostředí.

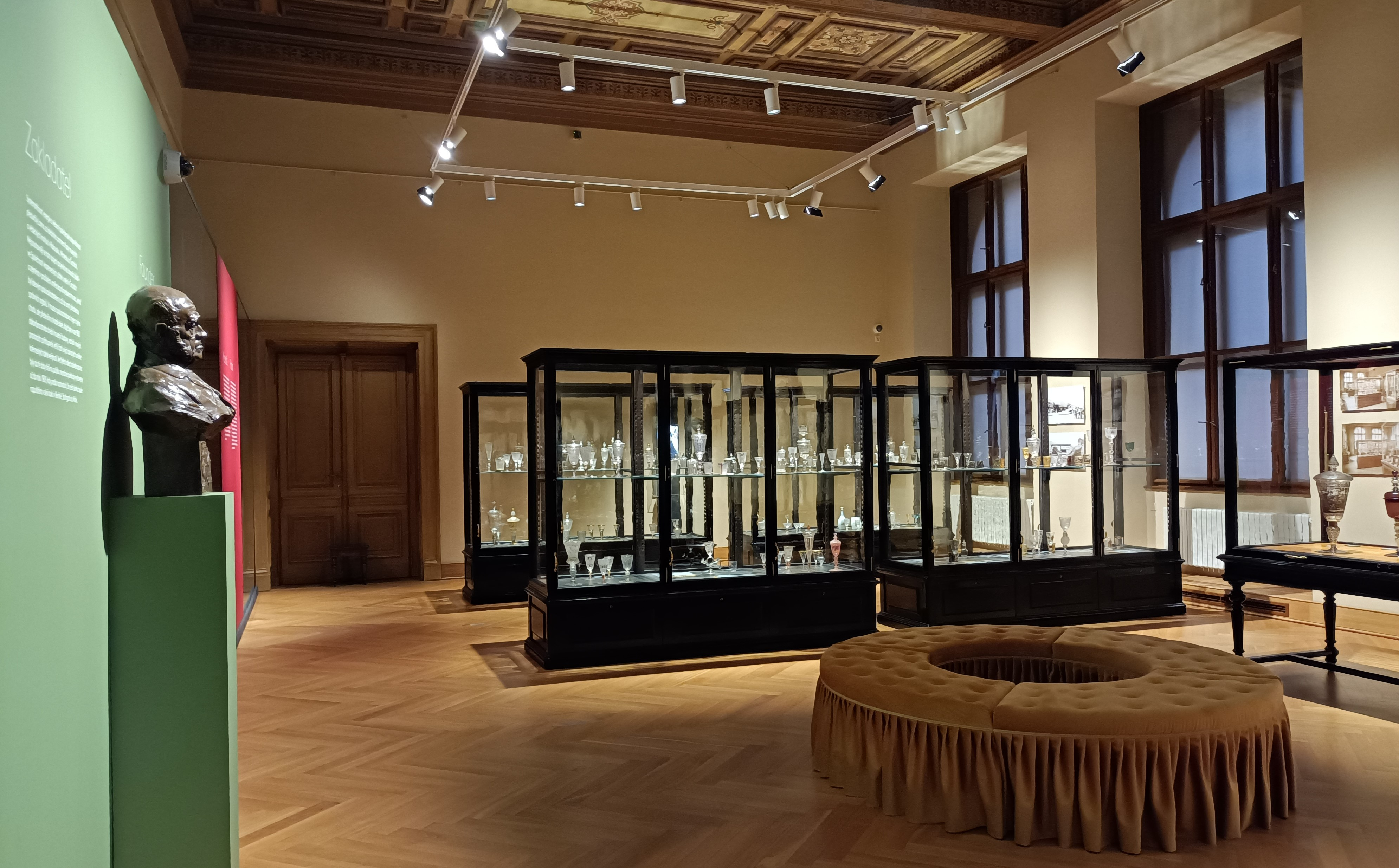
Vojtěchu Lannovi je věnována muzejní expozice.

### Vývoj akvizice a kurátoři

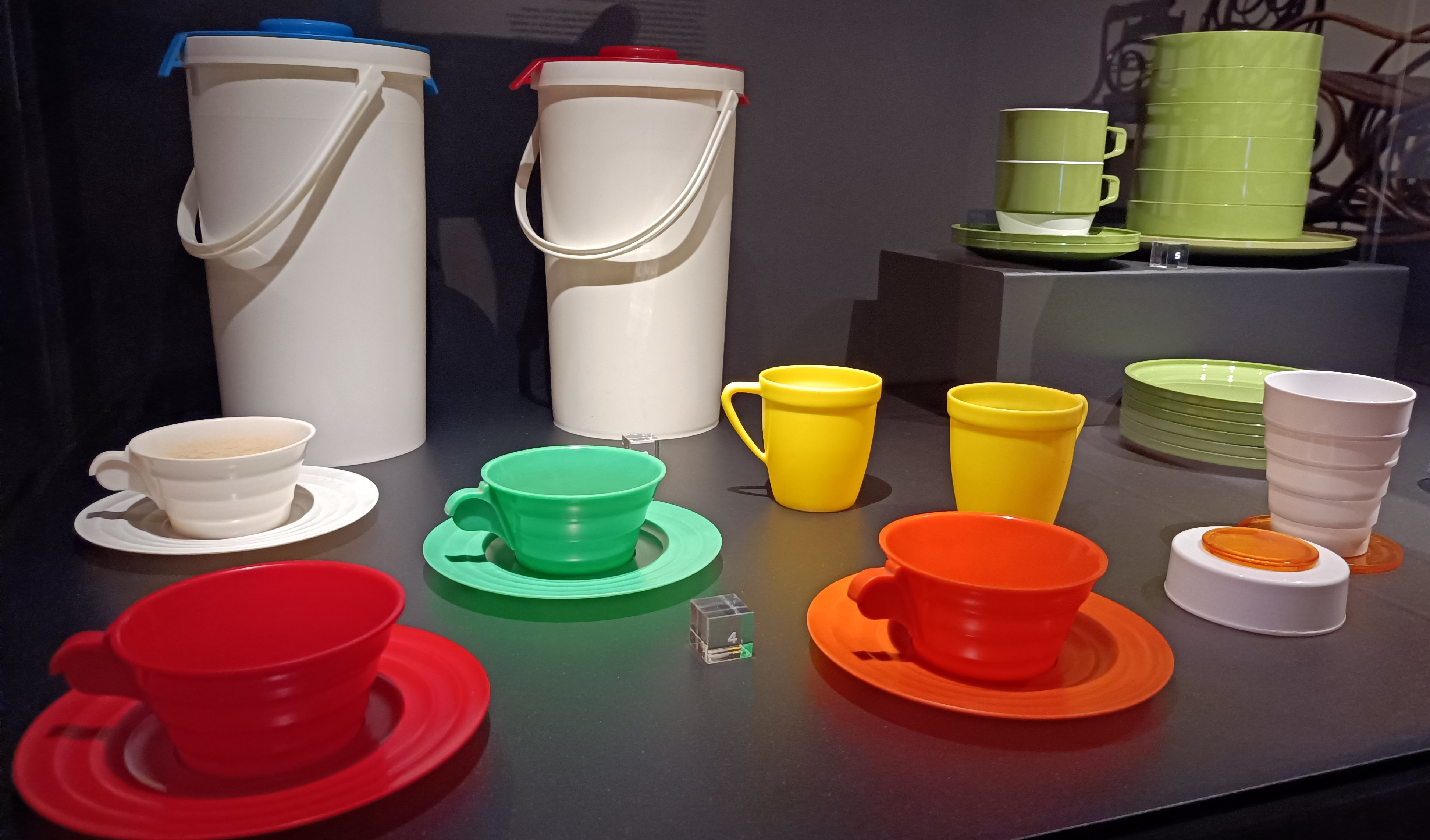
Detail expozice muzea

Historie sbírek počíná roku 1885 založením Uměleckoprůmyslového musea. Základ vytvořily dary sběratelů, zejména soubor skla průmyslníka Vojtěcha Lanny (1836–1909). Již v samotných počátcích se ale začaly koncepčně shromažďovat i další materiály podle příkladu evropských uměleckoprůmyslových muzeí - textil, kůže, písmo a tisk, miniatury, keramika, email, kovy, železo, dřevo nebo kámen. Již koncem 19. století muzeum své sbírky doplňovalo na aukcích převážně v Německu a ve Vídni, kde byly pořízeny významné práce z Lannovy pozůstalosti. K významným patřily také dary sběratelů a mecenášů musea B. a L. Bondyů. První ředitel umělecko-průmyslového musea Karel Chytil (1857–1934) se věnoval především získávání historických materiálů, k nimž patřily i předlohy pro řemeslníky a návrháře. Postupně dále rozšiřoval akviziční záběr o soudobou produkci. Následně se dařilo získávat např. obsáhlé soubory z mezinárodních výstav. K nim patřily interiéry Obchodní a živnostenské komory a Uměleckoprůmyslové školy na pařížské výstavě 1900, St. Louis v roce 1904, nebo v Paříži roku 1925. Za první světové války došlo k převzetí darů od průmyslníka Jindřicha Waldese (1916), Tomáše Bati (1916), později také Václava Butty (1934) a G. E. Pazaurka. Jeho vědecky uspořádaná kolekce skla obsahovala přes dva tisíce předmětů. Ve 20.- 40. letech 20. století, zejména za ředitele Karla Heraina (1890–1953), byla posílena orientace akviziční činnosti na soudobou průmyslovou výrobu, mj. pořádáním výstav ve spolupráci s organizacemi jako byl Artěl nebo Svaz československého díla. Akvizice se v souladu s tehdejším exportem zaměřily např. na porcelán, byly také obohaceny o dynamicky se rozvíjející oblast reklamní grafiky a fotografie. Po 2. světové válce ředitel Emanuel Poche (1903–1987) pokračoval v koncepci, která harmonicky vyvažovala zájem o historii a soudobou průmyslovou produkci. V 50. letech UPM získalo v záborech řadu cenného historického, soukromého a církevního sbírkového materiálu, který ale byl později převážně restituován. UPM se počátkem totality také muselo vypořádat s mnoha přikázanými a v důsledku nešťastnými pohyby sbírek mezi centrálně zřizovanými institucemi. Uvolnění konce 60. let za ředitele Jiřího Šetlíka (1929) přineslo vznik nového oddělení 20. století, kde působili významní kurátoři jako Alena Adlerová, Milena Lamarová, Dagmar Tučná, později Jana Horneková a Sylva Petrová. V letech 1972–1988 vedla UPM Dagmar Hejdová. V historických sbírkách působily vědecky a pedagogicky činné osobnosti jako Jiřina Vydrová, Jarmila Brožová, Jarmila Blažková, Olga Drahotová, Anna Fárová, Olga Herbenová, Zdeněk Kirschner, Milena Zeminová, Věra Vokáčová, Libuše Urešová ad. Vědecké činnosti se v hrubém nástinu podařilo zmapovat sbírky UPM v odborných publikacích a katalozích. Po roce 1991 se pod vedením Heleny Koenigsmarkové činnost soustředila na historickou kontinuitu sbírek a jejich zpřístupnění na rozsáhlých zahraničních a domácích výstavách a ve stálých expozicích.

### Charakteristika sbírek
Sklo

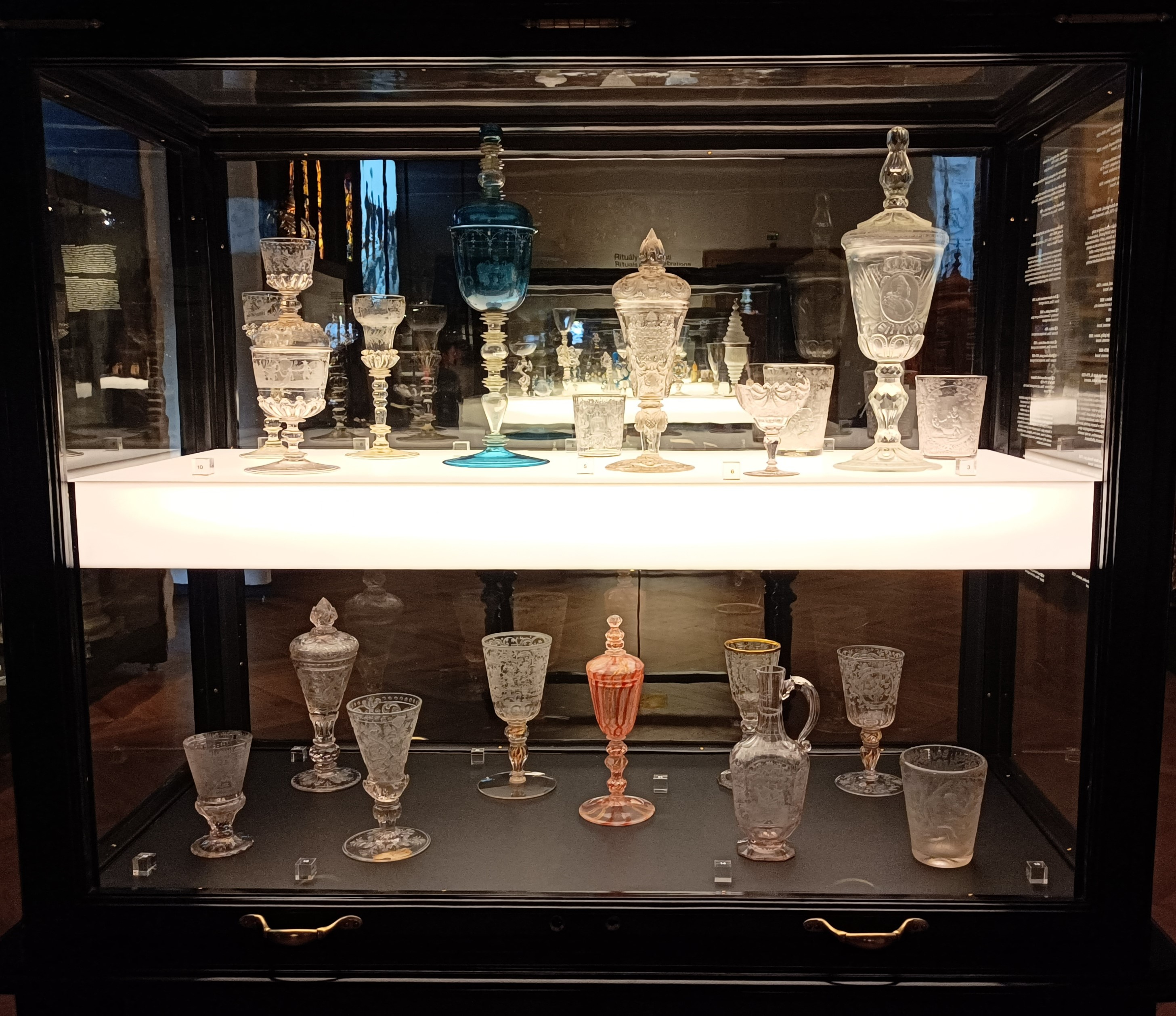
Pohled do expozice UPM

Základ sbírky skla tvoří česká produkce od 14. století až do současnosti – gotické vitraje, renesanční malované sklo, barokní broušené, řezané malované sklo včetně unikátního souboru dvojstěnek, kolekce dekorativního skla secese a užitkového funkcionalistického skla. Výrazně je zastoupena ateliérová sklářská tvorba druhé poloviny 20. století. Ze zahraničí je výrazně zastoupeno sklo benátské 16. a 17. století a secesní produkce francouzských skláren. Sbírky skla patří rozsahem i kvalitou k nejvýznamnějším světovým sbírkám svého druhu.
Keramika

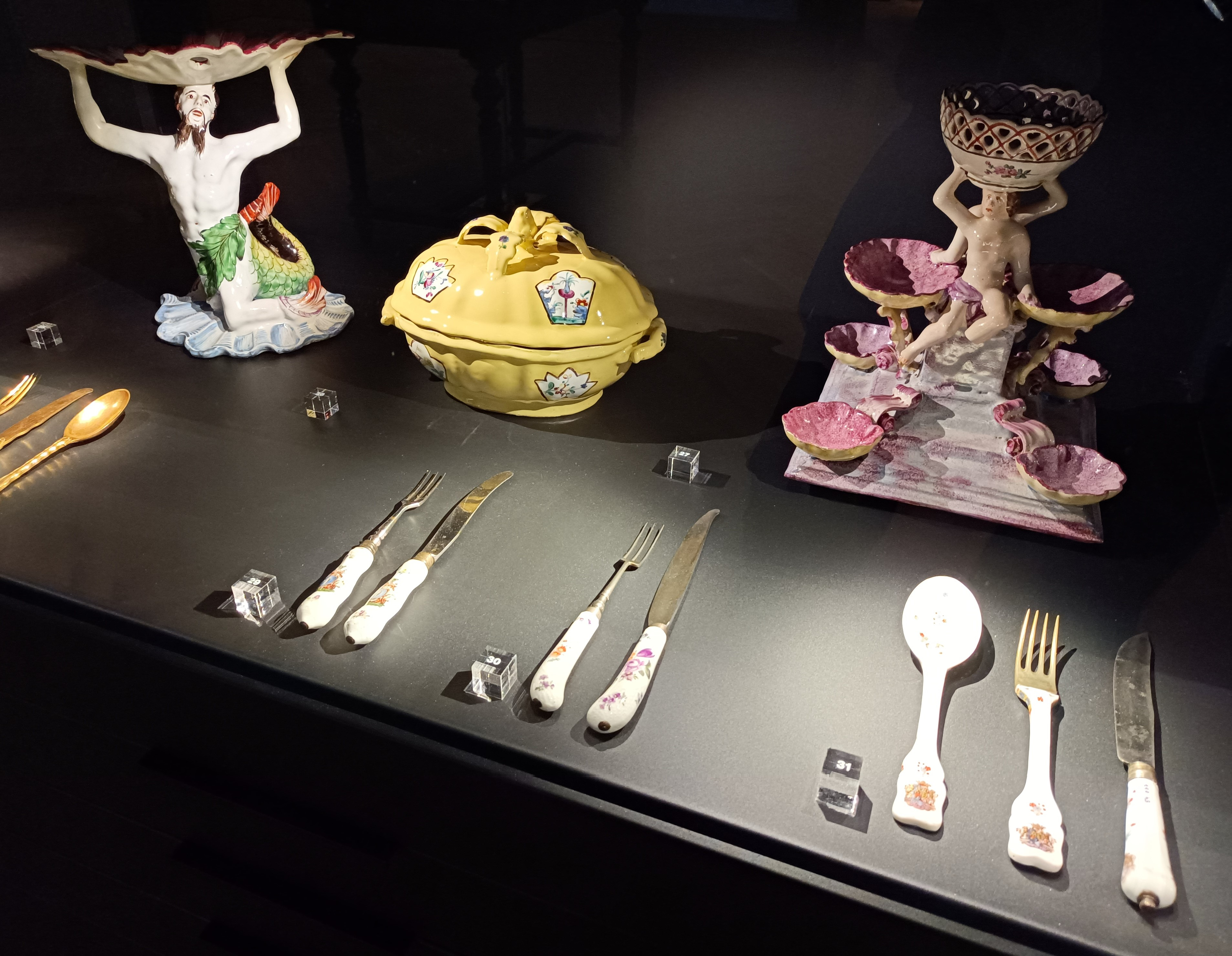
Pohled do expozice UPM

Obsah sbírky keramiky je tvořen významnými celky antickými a středověkými, nejvýznamnějším světovým souborem habánských fajánsí a odkazem manufaktury v Holiči. Ze zahraničních souborů tvoří nejvýznamnější delftská fajáns, německá a anglická kamenina. Průběžně je dokumentována ateliérová a užitková tvorba 20. století.
Porcelán
Muzejní sbírka porcelánu koncepčně dokumentuje historii výroby porcelánu v českých zemích a obsahuje také zajímavé kolekce míšeňského a vídeňského porcelánu 19.- 20. století.
Knihy
Sbírka knih je soustředěna na produkci českých zemí. Obsahuje také zajímavé zahraniční, zejména evropské kolekce (Francie, Německo, Rakousko) od období pozdní gotiky až do počátku 20. století. Také soubor americké autorská knihy 80.- 90. let 20. století.  Čítá kolem 24 400 položek, zahrnujících techniky oboru od rukopisů k CDROM.
Plakát

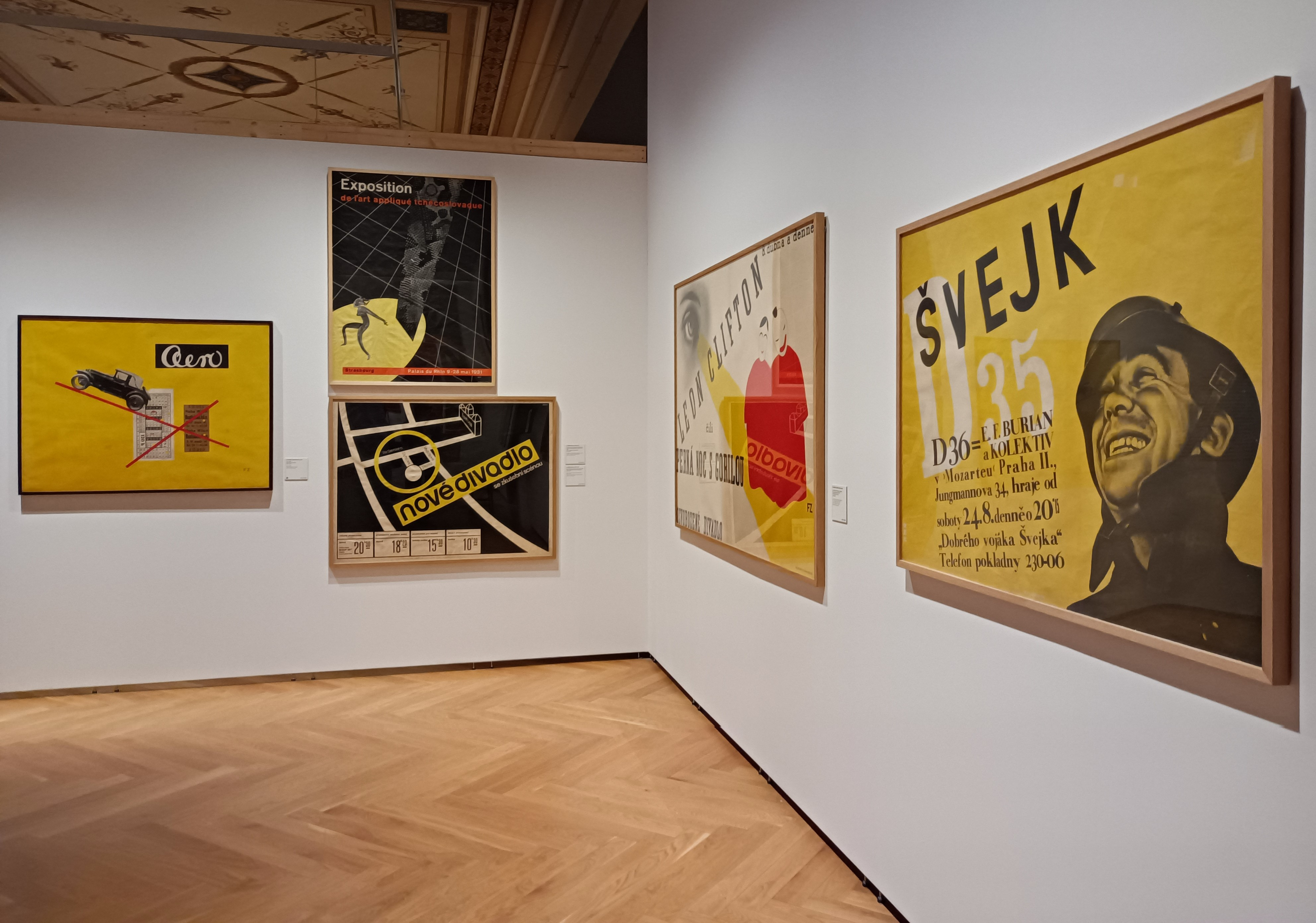
Pohled do expozice UPM

Sbírka plakátu je zaměřena na českou tvorbu, ale obsahuje také zajímavou zahraniční produkci především francouzskou (secese a art deco), německou a rakouskou (secese). Rozsahem představuje přibližně 28 tisíc sbírkových předmětů pokrývajících technický vývoj média od prvních litografických tisků z konce 19. století po současnost.
Užitá grafika
Sbírka užité grafiky se soustřeďuje především na evropskou provenienci s hlavní pozorností k českým zemím. Čítá přibližně 25 000 předmětů a dokumentuje vývoj od 15. století po současnost. Původně byla tvořena jako organická součást sbírky knih a starých tisků. Průběžně byla doplňována především z musejních výstav a soutěží prvních desetiletí 20. století. Výrazně ji obohatil Hugo Steiner-Prag, který byl také ve 30. letech 20. století jedním z kurátorů. Sbírka vyniká rozmanitostí druhů, jsou do ní zařazeny grafické předlohy pro užité umění, autorské originální návrhy pro knihu a užité umění, interiéry a architekturu, exlibris, drobná devocionální grafika, příležitostná, reklamní a akcidenční grafika, diplomy, kalendáře, pohlednice, nálepky, etikety, hrací karty, taneční pořádky, tapety, předsádkové papíry, vstupenky, knižní obálky, nátisky, výmalby nebo malby interiérů.
Nábytek

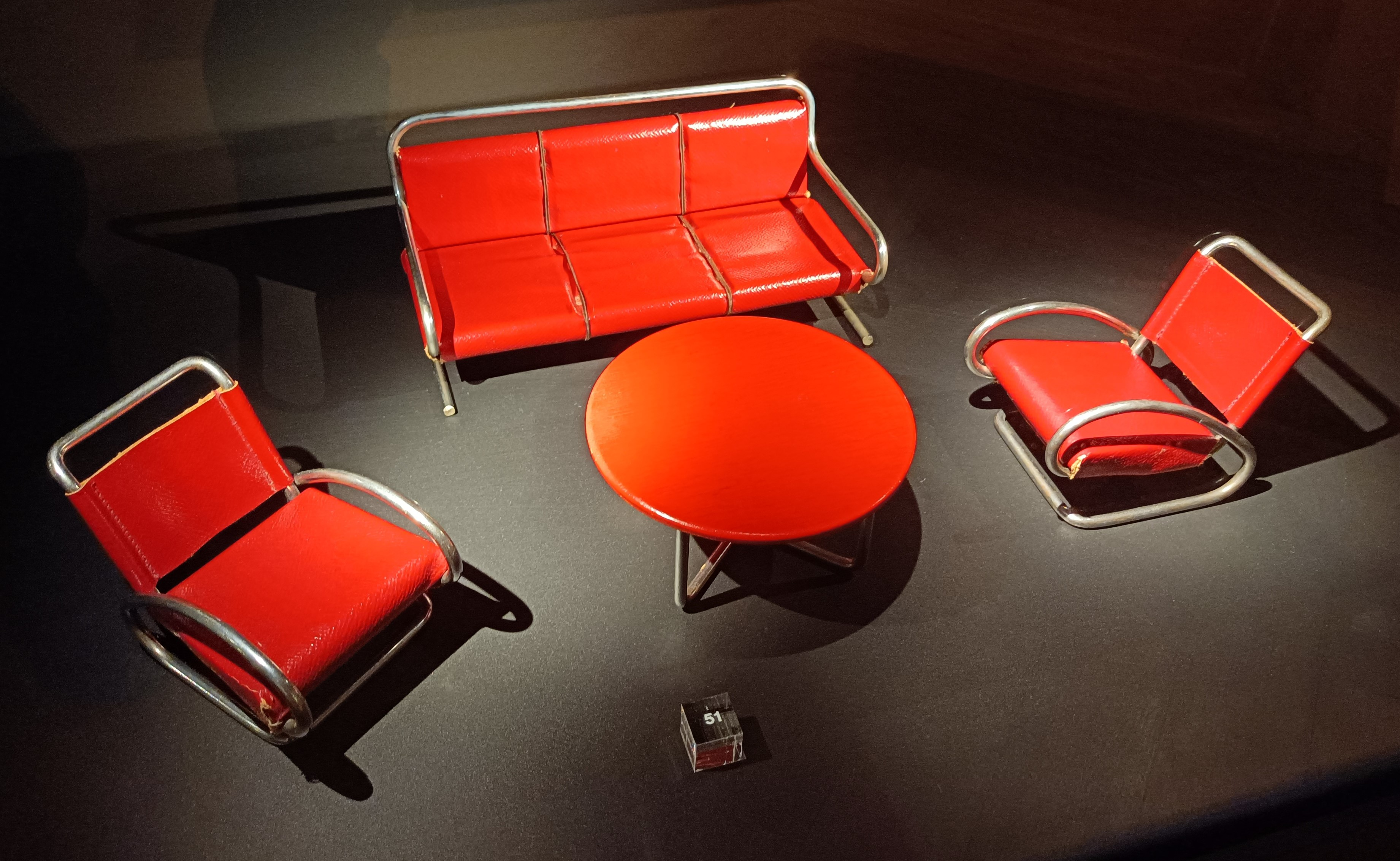
Model nábytkové soupravy v expozici UPM

Sbírka nábytku, hodin, prací ze dřeva, kovu a dalších materiálů začala být systematicky vytvářena ve 20. století. Její počátky byly inspirovány dary a koupí významných celků období renesance, manýrismu (kabinety), baroka (italský liturgický nábytek), biedermeieru, historismu a secese. Od třicátých let byla koncepčně sledována tvorba významných osobností – Jana Kotěry a Dušana Jurkoviče. Sbírka obsahuje světově unikátní soubor kubistického nábytku. Svébytným celkem je také mezinárodní sbírka sedacího nábytku z plastů ze 70. let.
Hodiny
Sbírka hodin (a hodinek) se soustřeďuje na jejich vnější uměleckořemeslné zpracování, neboť tvořily významnou součást stylových interiérů. Její součástí sbírky jsou také rudolfinské astronomické přístroje.
Obecné a drahé kovy

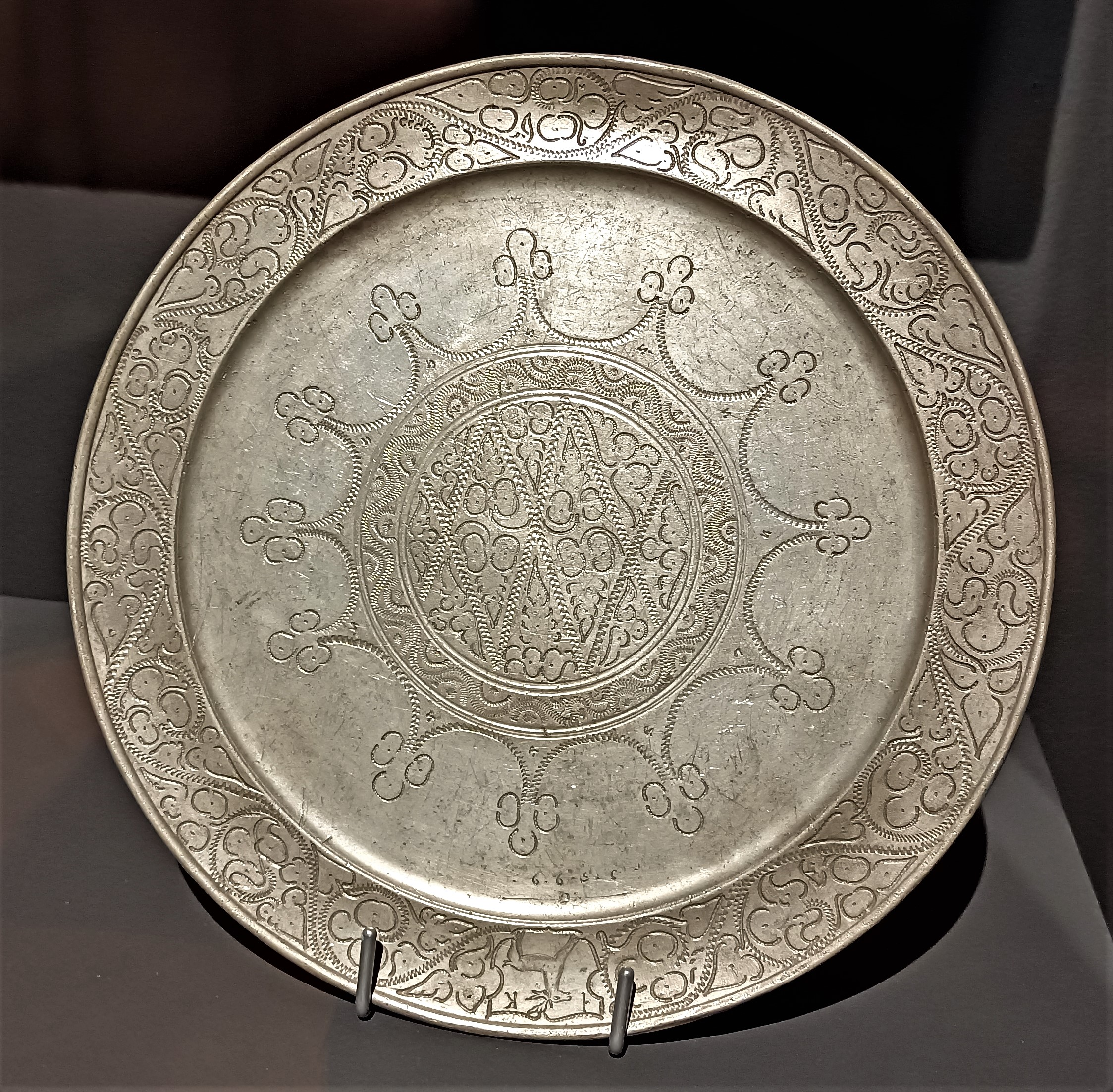

Obsahem sbírky obecných kovů je významný soubor železné litiny českých a moravských sléváren 19. století, soubor evropských produktů z cínu (15. – 19. stol.), soubor kovářských prací ze železa (mříže, zámky, kování ap.) a kolekce emailů počínaje středověkými pracemi z Limoges. Ve sbírce drahých kovů se nacházejí šperky, zejména české provenience a významná kolekce liturgického náčiní a stolního stříbra. Za unikátní je třeba považovat soubor tzv. karlštejnského pokladu, kolekci náčiní a zejména šatních ozdob a spínadel ze druhé poloviny 14. století, který byl ve sbírkách UMP legalizován v roce 1995 darem dědiců původního majitele Jindřicha Waldese a v roce 2000 prohlášen za kulturní památku.
Dřevo
Obsahem sbírky prací ze dřeva jsou dřevořezby, rámy, výplně nábytku. Z nich nejzajímavější je kolekce středověkých vyřezávaných výplní.
Různé materiály
Obsahem sbírky různého materiálu jsou cenné manýristické řezby z polodrahokamů, práce ze slonoviny, mramoru a vosku.
Textil

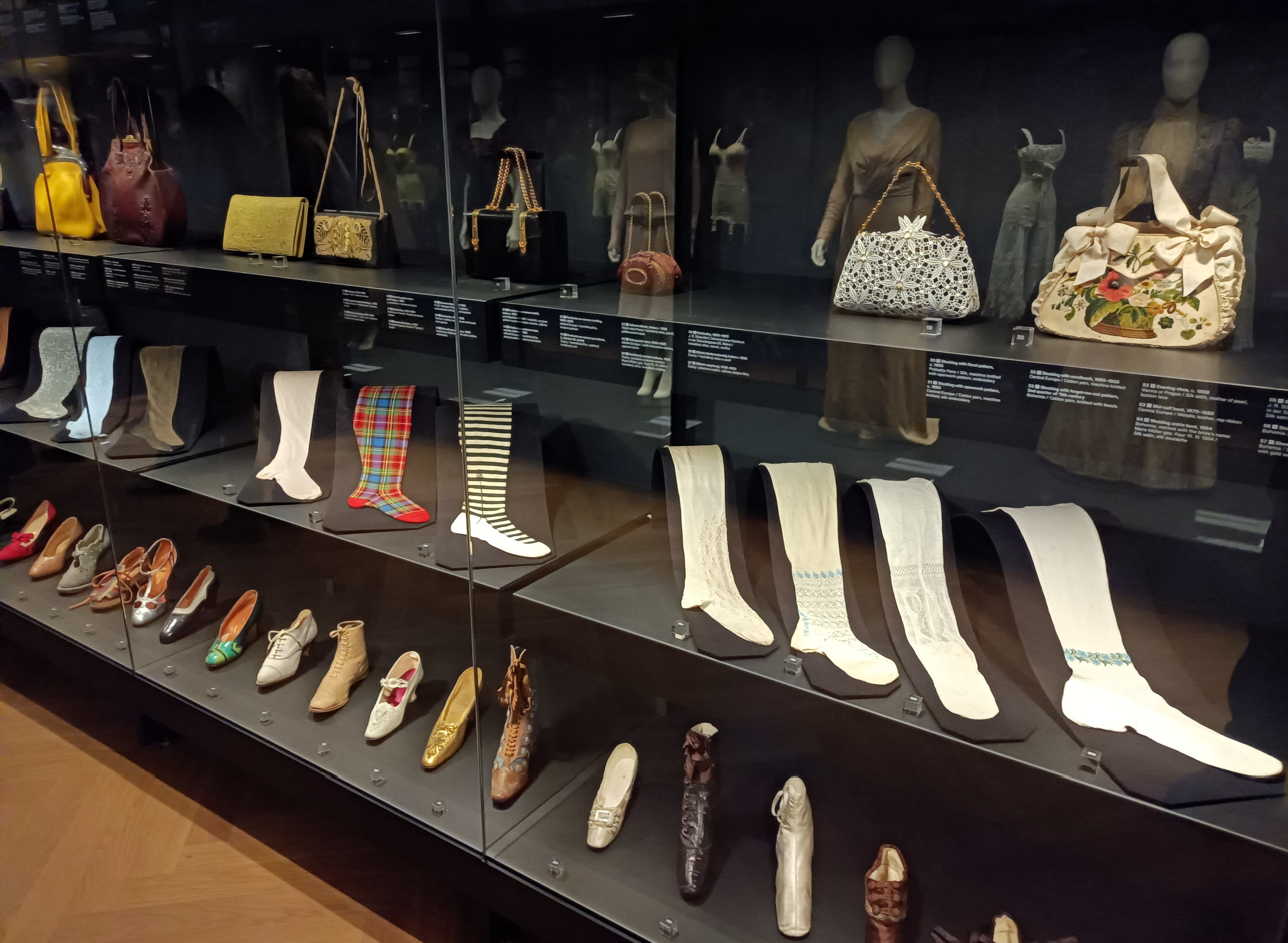
Pohled do expozice oděvů a doplňků

Sbírka textilu patří k nejstarším svého druhu v Evropě. Základ její kolekce koptských tkanin pochází z roku 1886. Následně byly koncepčně shromažďovány kolekce fragmentů damašků, brokátů, sametů z 15.-18. století. Svébytný celek je tvořen doklady evropského krajkářství a vyšívačského umění a liturgickými rouchy. K významným historickým fondům patří soubory evropských historických tapiserií a autorské textilní volné tvorby 2. pol. 20. století.
Oděvní tvorba

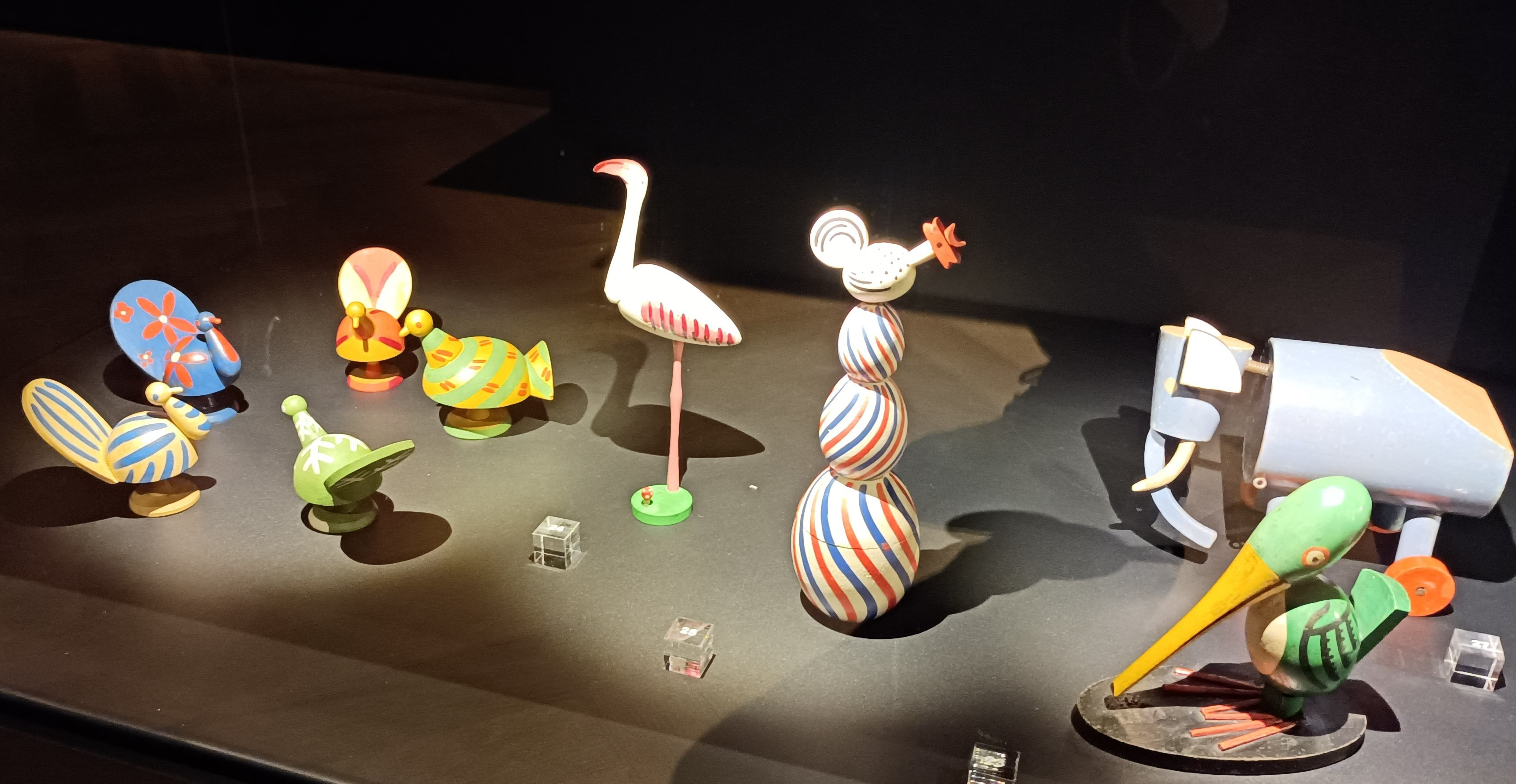
Pohled do expozice UPM

Móda odívání. Od 70. let 20. století je koncepčně shromažďován dámský, pánský a dětský oděv jako dokument společensko-historického vývoje. Kolekce je soustředěna především na českou provenienci, dokumentovány jsou výrazné meziválečné módní salóny, ale také oděvní tvorba 2. pol. 20. století do současnosti.
Hračky
Ve sbírce hraček je výrazná především kolekce dřevěných autorských hraček od návrhářů družstva Artěl (1908), ale i produkce specializovaných poválečných škol. Sbírka obsahuje i rozmanité historické hračky od 18. století (miniaturní nábytek), panenky všech typů a hračky zlaté doby přelomu 19. a 20. století.

### Kurátoři
Počátkem 21. století se akvizici věnují:
Sbírky skla, keramiky a porcelánu
- PhDr. Jan Mergl, Ph.D., kurátor sbírky skla, keramiky a porcelánu UPM
- PhDr. Jan Schöttner, Ph.D., zástupce vedoucího sbírky, kurátor sbírky historického skla UPM
- PhDr. Sylva Petrová, kurátorka sbírky skla UPM
- prom. hist. Helena Brožková, kurátorka sbírky historického skla UPM
- PhDr. Eva Neumannová, kurátorka sbírky skla UPM

Sbírky užité grafiky
- PhDr. Radim Vondráček, vedoucí sbírky užité grafiky, ředitel sbírek a výzkumu
- PhDr. Lucie Vlčková, Ph.D., zástupce vedoucího, kurátorka sbírky plakátů a obrazů
- PhDr. Iva Knobloch, kurátorka sbírky užité grafiky
- Petr Štembera, kurátor sbírky plakátů a obrazů

Sbírky historického nábytku, prací ze dřeva, plastů a hodin
- PhDr. Jiří Fronek, Ph.D., vedoucí kurátor sbírky historického nábytku, prací ze dřeva a hodin
- Mgr. Mariana Kubištová, Ph.D., kurátorka sbírky nábytku 20. a 21. století a plastů

Sbírka kovů a různých materiálů
- PhDr. Petja Matějovič, Ph.D., vedoucí kurátorka sbírky kovů a různých materiálů
- Mgr. Michal Stříbrný, DiS., kurátor sbírky obecných kovů

Sbírka textilu, módy a hraček
- PhDr. Konstantina Hlaváčková, vedoucí kurátorka sbírky textilu 20. a 21. století
- Mgr. Anita Kudličková, kurátorka textilu
- PhDr. Eva Uchalová, kurátorka historických oděvů
- PhDr. Markéta Grill-Janatová, kurátorka sbírky historického textilu a krajek
- Mgr. Marie Míčová, kurátorka sbírky hraček[14]